# 미국 독립선언
미국 독립선언(영어: United States Declaration of Independence)은 원본 인쇄본에서 원래 그리고 공식적으로 13개 연합 아메리카 주의 만장일치 선언(영어: The unanimous Declaration of the thirteen united States of America)이라고 불렸으며, 미국의 건국 문서이다. 1776년 7월 4일, 이 선언은 식민지 도시 필라델피아에 소집된 제2차 대륙회의에 의해 만장일치로 채택되었다. 회의는 펜실베이니아 주 의사당에서 열렸으며, 이곳은 후에 독립기념관으로 이름이 바뀌었다. 이 대의원들은 미국의 건국의 아버지로 알려지게 되었다. 이 선언은 13개 식민지가 영국 식민지의 지배를 받지 않는 독립적인 주권국으로 간주하게 된 이유를 설명하며, 역사상 가장 널리 유포되고 재인쇄되며 영향력 있는 문서 중 하나가 되었다.
미국 독립 전쟁은 1775년 4월 렉싱턴 콩코드 전투로 시작되었다. 점증하는 긴장 속에서 식민지들은 5월 10일 의회를 다시 소집했다. 그들의 국왕 조지 3세는 8월 23일 그들을 반란 상태라고 선포했다. 1776년 6월 11일, 의회는 독립선언서 초안을 작성하고 제출하기 위해 5인 위원회 (존 애덤스, 벤저민 프랭클린, 토머스 제퍼슨, 로버트 리빙스턴, 로저 셔먼)를 임명했다. 독립의 주요 지지자인 애덤스는 위원회가 제퍼슨에게 문서의 초안 작성을 맡기도록 설득했고, 의회는 이를 편집했다. 제퍼슨은 주로 1776년 6월 11일부터 6월 28일 사이에 독립선언서를 고립된 상태에서 작성했다. 이 선언은 대륙회의가 그레이트브리튼 왕국으로부터의 미국 독립을 선언하기로 투표한 이유에 대한 공식적인 설명이었다. 선언이 채택되기 이틀 전, 의회는 영국이 더 이상 13개 식민지에 대한 통치권을 갖지 않는다는 내용의 리 결의안을 통과시켰다. 이 선언은 국왕에 대한 27가지 식민지 불만 사항을 인용하고, 혁명의 권리를 포함한 특정 자연권 및 법적 권리를 주장하며 식민지들의 독립을 정당화했다.
이 선언은 7월 4일 13개 식민지를 대표하는 대의원들로 구성된 제2차 대륙회의에서 만장일치로 비준되었다. 비준하고 서명함으로써 대의원들은 영국 왕실에 대한 대역죄를 저지르고 있음을 알았으며, 이는 고문과 사형으로 처벌받을 수 있었다. 의회는 그 후 여러 형태로 독립선언서를 발표했다. 비준 이틀 후인 7월 6일, 더 펜실베이니아 이브닝 포스트에 게재되었다. 독립선언서의 첫 번째 공개 낭독은 1776년 7월 8일 정오에 세 곳의 미리 지정된 장소에서 동시에 이루어졌다: 뉴저지주 트렌턴, 펜실베이니아주 이스턴, 그리고 필라델피아.
이 선언은 여러 형태로 출판되었다. 인쇄된 던랩 광보는 서명 후 널리 배포되었다. 현재는 워싱턴 D.C.의 미국 의회도서관에 보관되어 있다. 서명된 독립선언서 사본은 현재 워싱턴 D.C.의 국립문서기록관리청에 전시되어 있으며 일반적으로 공식 문서로 간주된다. 티머시 매틀랙이 정서한 이 사본은 7월 19일 의회의 명령으로 작성되었으며, 주로 1776년 8월 2일에 서명되었다.
이 선언은 인권에 대한 영향력 있고 전 세계적으로 중요한 선언임이 입증되었다. 이 선언은 에이브러햄 링컨에 의해 미국이 추구해야 할 도덕적 기준으로 여겨졌으며, 그는 이를 헌법이 해석되어야 할 원칙들의 선언으로 간주했다.(p. 126) 1863년 링컨은 이 선언을 미국 역사상 가장 유명한 연설 중 하나로 널리 알려진 게티즈버그 연설의 중심 내용으로 삼았다. 이 선언의 두 번째 문장인 "우리는 모든 사람이 평등하게 창조되었고, 창조주로부터 양도할 수 없는 특정 권리, 즉 삶, 자유 그리고 행복의 추구를 부여받았다는 이 진리들을 자명하다고 간주한다"는 세계 역사상 가장 중요하고 유명한 문구 중 하나로 여겨진다. 퓰리처상 수상 역사가 조지프 엘리스는 이 선언이 "미국 역사상 가장 강력하고 중대한 단어들"을 담고 있다고 썼다.

## 배경
믿으십시오, 친애하는 각하: 영국 제국에는 저보다 더 진심으로 영국과의 연합을 사랑하는 사람은 없습니다. 그러나 저를 만드신 하나님께 맹세하건대, 저는 영국 의회가 제안하는 조건으로 연합에 굴복하기 전에 존재하지 않을 것입니다. 그리고 이 점에 있어서 저는 미국의 감정을 대변한다고 생각합니다.
 — 토머스 제퍼슨, 1775년 11월 29일

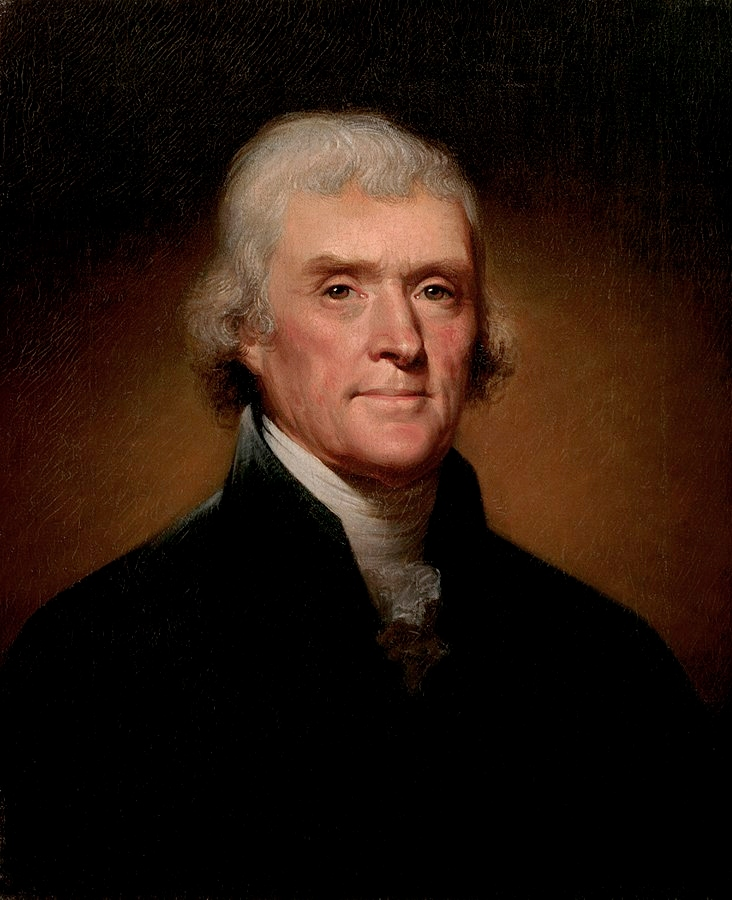
독립선언서의 주요 저자인 토머스 제퍼슨

독립선언서가 1776년 7월에 채택될 무렵, 13개 식민지와 그레이트브리튼 왕국은 1년 이상 전쟁을 치르고 있었다. 1763년부터 식민지와 본국 간의 관계는 악화되고 있었다. 1767년, 의회는 1765년의 인지세법과 타운젠드 법을 포함하여 식민지로부터의 세수 증대를 목적으로 한 일련의 조치들을 제정했는데, 의회는 이를 대영 제국의 일부로 남아 있는 비용을 식민지들이 공정하게 분담하는 정당한 수단이라고 믿었다.
그러나 13개 식민지에서는 대영 제국에 대한 관점이 다양했다. 식민지들은 의회에 직접적으로 대표되지 않았고, 식민지 주민들은 의회가 그들에게 세금을 부과할 권리가 없다고 주장했다. 이러한 세금 분쟁은 영국 헌법과 식민지에 대한 의회 권한의 범위에 대한 영국과 미국 간 해석의 더 큰 차이의 일부였다.(p. 162) 1688년 명예 혁명 이후의 정통적인 영국 관점은 의회가 제국 전체에서 최고 권위이며, 의회가 하는 모든 것이 헌법적이라는 것이었다.(pp. 200–202) 그러나 식민지에서는 영국 헌법이 의회조차도 침해할 수 없는 특정 기본권을 인정한다는 생각이 발전했다.(pp. 180–182) 타운젠드 법 이후 일부 수필가들은 의회가 식민지에 대해 어떠한 정당한 관할권도 가지고 있는지 의문을 제기했다. 식민지에서 이러한 이념적 변화의 결과로, 많은 식민지 주민들은 1772년의 소나무 폭동과 1773년의 보스턴 차 사건과 같은 왕실 권위에 대한 세금 시위에 참여했다.
영연방의 구성을 예상하며, 1774년에는 새뮤얼 애덤스, 제임스 윌슨, 토머스 제퍼슨과 같은 미국 작가들이 의회가 그레이트브리튼의 입법부일 뿐이며, 자체 입법부를 가진 식민지들은 왕실에 대한 충성심을 통해서만 제국의 다른 부분들과 연결되어 있다고 주장했다.(pp. 224–225)

### 대륙회의 소집

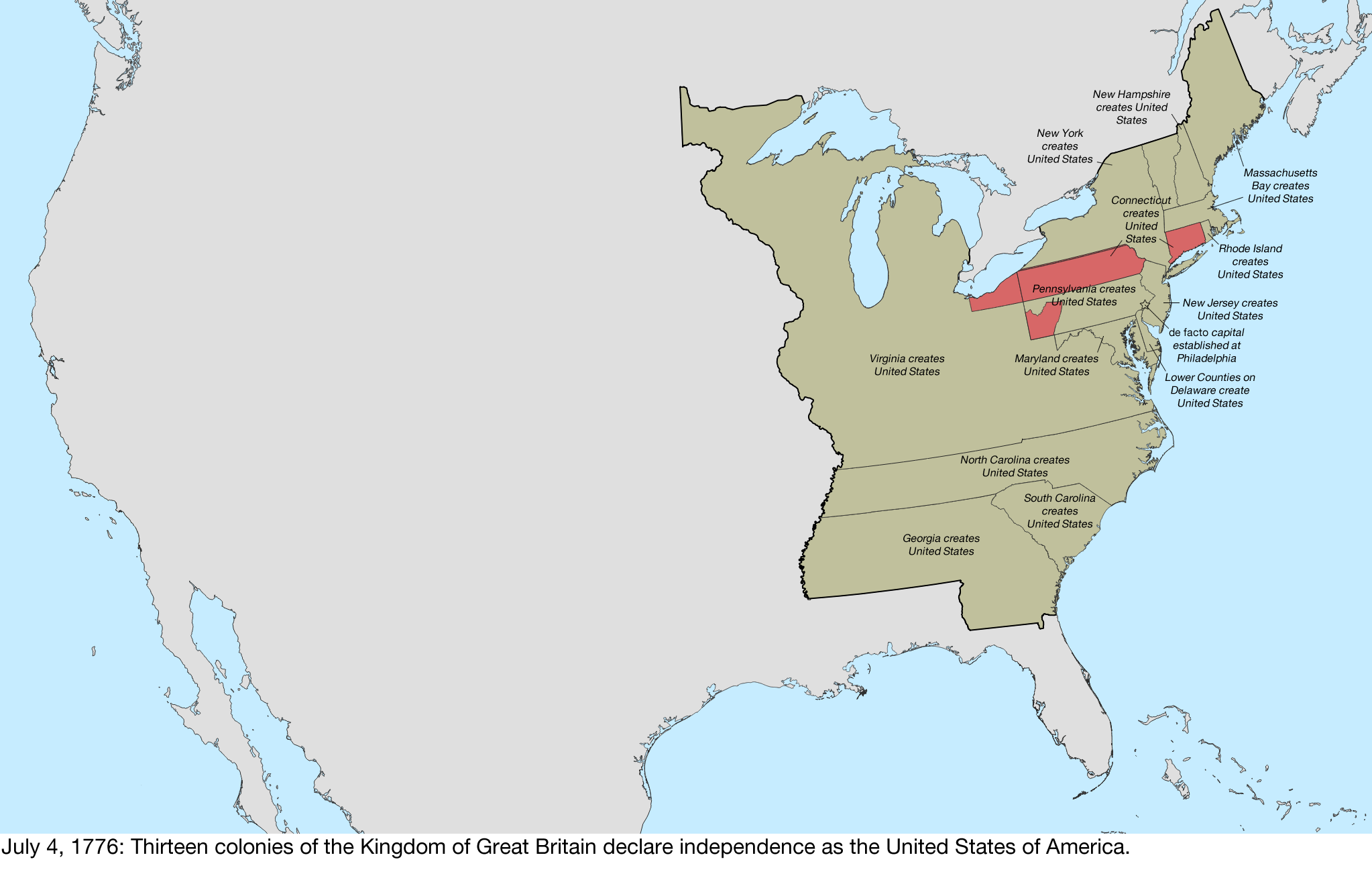
제2차 대륙회의가 독립선언서 텍스트를 만장일치로 승인한 1776년 7월 4일 당시의 13개 식민지. (대부분의 국경 분쟁은 생략됨. 일부 식민지는 이미 독립을 선언함; 미국의 영토 변천 참조.)

1774년, 의회는 식민지에서 참을 수 없는 법으로 알려진 강압법을 통과시켰다. 이는 1772년의 개스피호 사건과 1773년의 보스턴 차 사건에 대한 식민지 주민들을 처벌하기 위한 것이었다. 많은 식민지 주민들은 강압법이 영국 헌법을 위반하고 영국령 아메리카 전체의 자유에 대한 위협이라고 생각했다. 1774년 9월, 제1차 대륙회의가 필라델피아에 소집되어 공식적인 대응을 조율했다. 의회는 영국 상품 불매 운동을 조직하고 국왕에게 법안 폐지를 청원했다. 그러나 조지 왕과 총리 노스 경이 13개 식민지에 대한 의회 주권을 강제하기로 결정했기 때문에 이러한 조치들은 성공적이지 못했다. 1774년 11월, 조지 왕은 노스에게 보낸 편지에서 "그들이 이 나라에 종속될 것인지 아니면 독립할 것인지는 주먹으로 결정해야 한다"고 썼다.
대부분의 식민지 주민들은 1775년 4월 렉싱턴과 콩코드에서 미국 독립 전쟁이 시작된 후에도 여전히 영국과의 화해를 바랐다. 제2차 대륙회의는 1775년 5월 필라델피아의 펜실베이니아 주 의사당(나중에 독립기념관으로 개명)에서 소집되었다. 일부 대의원들은 식민지의 궁극적인 독립을 지지했지만, 당시 영국 군주제의 법률에 따라 사형에 처해질 수 있는 반역 행위였기 때문에 아무도 공개적으로 독립을 선언하지 않았다.
많은 식민지 주민들은 의회가 더 이상 자신들에게 주권을 행사하지 않는다고 믿었지만, 그들이 자신들을 위해 중재할 것이라고 생각하며 여전히 조지 왕에게 충성했다. 그들은 1775년 말, 국왕이 의회의 두 번째 청원을 거부하고, 반란 선언을 발표하며, 10월 26일 의회 앞에서 반란을 진압하기 위해 "외국의 우호적인 도움"을 고려하고 있다고 발표했을 때 그러한 생각을 버리게 되었다.(p. 25) 의회의 친미 소수파는 정부가 식민지 주민들을 독립으로 몰아가고 있다고 경고했다.(p. 25)

### 독립 지지 증가

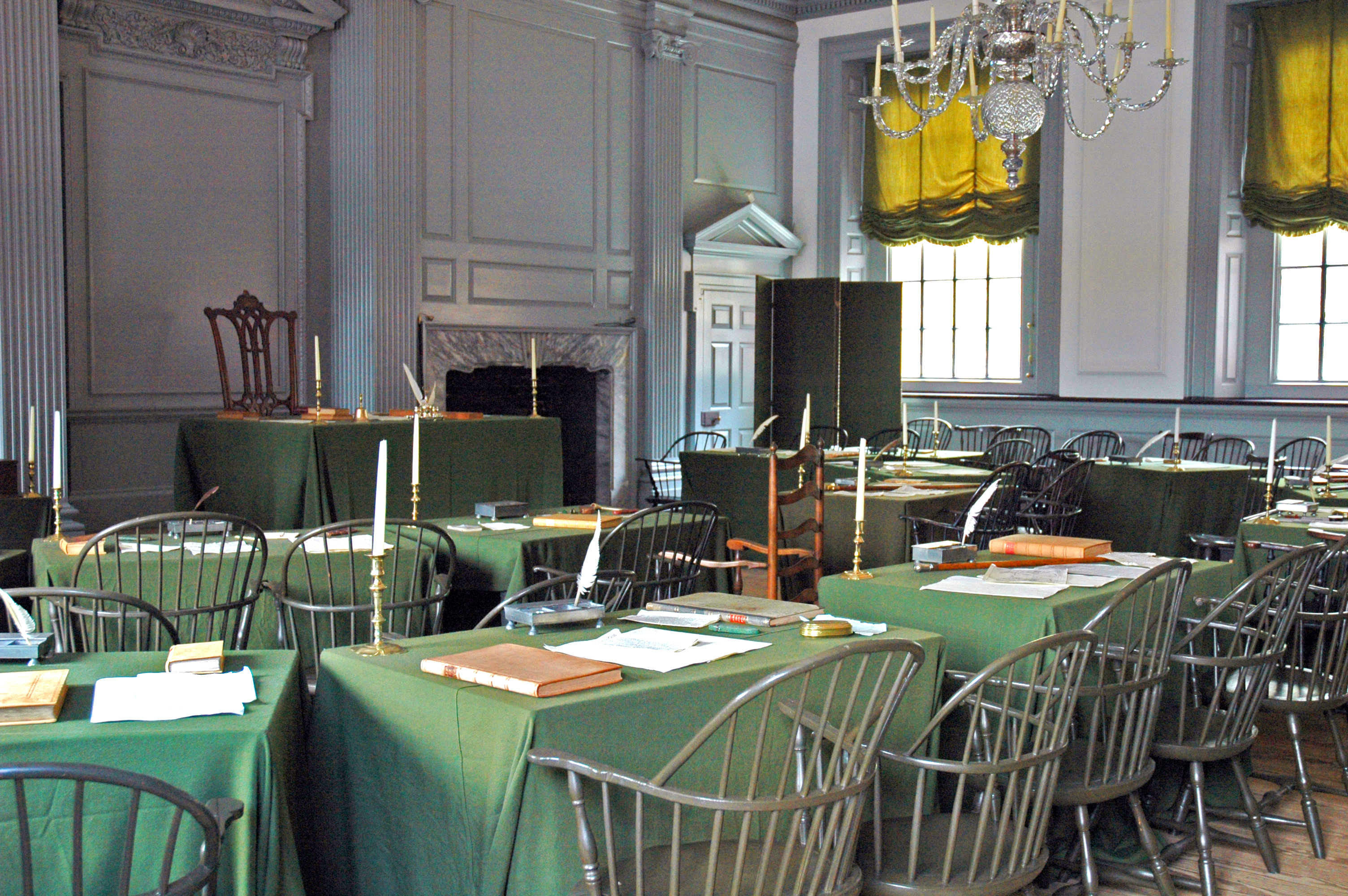
필라델피아 독립기념관의 의사당 회의실. 여기서 제2차 대륙회의는 만장일치로 독립선언서를 채택했다.

독립에 대한 대중적 지지가 증가함에도 불구하고, 제2차 대륙회의는 처음에는 독립을 선언할 명확한 권한이 없었다. 대의원들은 13개의 다른 정부(비법정 회의, 임시 위원회, 선출된 의회 포함)에 의해 의회에 선출되었고, 그들에게 주어진 지시에 구속되었다. 개인적인 의견과는 무관하게, 대의원들은 그들의 지시가 그러한 행동을 허용하지 않는 한 독립 선언에 투표할 수 없었다. 실제로 몇몇 식민지는 대의원들이 영국으로부터 분리하기 위한 어떠한 조치도 취하는 것을 명시적으로 금지했으며, 다른 대표단은 이 문제에 대해 모호한 지시를 받았다.(p. 30) 결과적으로, 독립 지지자들은 의회 지시를 개정하려고 했다. 의회가 독립을 선언하려면, 대다수의 대표단이 독립 선언에 투표할 권한을 가져야 했고, 적어도 하나의 식민지 정부는 의회에 독립 선언을 제안하도록 그 대표단에게 명시적으로 지시해야 했다.
1776년 4월부터 7월 사이에 이를 실현하기 위해 "복잡한 정치 전쟁"이(p. 59) 벌어졌다.(p. 671)
1776년 1월, 영국과의 독립을 위한 힘든 싸움을 도전적이지만 달성 가능하고 필요한 목표로 묘사한 토머스 페인의 소책자 상식이 필라델피아에서 출판되었다. 상식은 식민지에서 진지하게 고려되지 않았던 독립에 대한 설득력 있고 열정적인 주장을 펼쳤다. 페인은 독립을 개신교 신앙과 연결시켜 독특한 미국적 정치 정체성을 제시하는 수단으로 삼았고, 감히 논의하지 못했던 주제에 대한 공개적인 논쟁을 시작했다.(p. 33)
13개 식민지 전역에 상식이 유포되면서 영국으로부터의 독립에 대한 대중의 지지는 꾸준히 증가했다. 이를 읽은 조지 워싱턴은 최근 군사적 패배로 사기가 저하된 대륙육군 병사들에게 이를 읽어주도록 명령했다. 일주일 후, 워싱턴은 델라웨어강을 건너 독립 전쟁의 가장 복잡하고 대담한 군사 작전 중 하나를 수행하여 트렌턴에서 헤센 군사 주둔군에 대한 절실히 필요한 군사적 승리를 거두었다.(pp. 33–34) 상식은 널리 판매 및 배포되었고, 주점과 회의 장소에서 소리 내어 읽혔다. 당시 식민지 인구(250만 명)에 비례하여, 이는 미국 역사상 출판된 어떤 책보다도 가장 많은 판매량과 유통량을 기록했다. 2006년 현재, 이 책은 여전히 역대 미국 최고 판매 도서이며 오늘날까지 인쇄되고 있다.
1776년 12월, 페인은 The American Crisis를 통해 다음의 유명한 구절을 썼다.
이것이 바로 인간의 영혼을 시험하는 시기이다. 여름의 군인과 햇살 아래의 애국자는 이 위기 속에서 조국을 위한 봉사에서 움츠러들 것이다. 그러나 지금 이 순간을 버티는 자는 모든 남성과 여성의 사랑과 감사를 받을 자격이 있다. 폭정은 지옥처럼 쉽게 정복되지 않는다. 하지만 우리는 이 위안을 가지고 있다. 갈등이 더 힘들수록 승리는 더욱 영광스러울 것이다.(pp. 31–32) 
 — 토머스 페인, The American Crisis
일부 식민지 주민들은 여전히 화해를 바랐지만, 독립에 대한 대중의 지지는 1776년 초에 상당히 강화되었다. 1776년 2월, 식민지 주민들은 의회가 금지법을 통과시켰다는 것을 알게 되었는데, 이 법은 미국 항구를 봉쇄하고 미국 선박을 적선으로 선포하는 내용이었다. 독립의 강력한 지지자인 존 애덤스는 의회가 의회가 선언하기 전에 이미 미국의 독립을 사실상 선언했다고 믿었다. 애덤스는 금지법을 "독립 법안"이라고 부르며, 이를 "영국 제국의 완전한 분열"이라고 칭했다.(pp. 25–27) 조지 왕이 독일에 용병을 고용하여 미국 신민들에게 사용하려 한다는 것이 확인되자 독립 선언에 대한 지지는 더욱 커졌다.

### 지시사항 개정
의회 지침 개정 캠페인에서 많은 미국인들은 효과적으로 주 및 지역 독립 선언에 해당하는 형식으로 영국으로부터의 분리에 대한 지지를 공식적으로 표명했다. 역사가 폴린 메이어는 1776년 4월부터 7월까지 13개 식민지 전역에서 90개 이상의 그러한 선언이 발표되었다고 밝혔다.(pp. 48,Appendix A) 이러한 "선언"은 다양한 형태를 취했다. 일부는 4월 12일의 핼리팩스 결의안과 같이 의회 대표단을 위한 공식 서면 지침으로, 노스캐롤라이나는 독립에 투표할 대의원들에게 명시적으로 권한을 부여한 첫 번째 식민지가 되었다.(pp. 678–679) 다른 것들은 개별 식민지에서 영국 통치를 공식적으로 종식시킨 입법 행위였는데, 5월 4일 로드아일랜드 입법부가 영국에 대한 충성을 포기한 것이 그 예로, 이는 그렇게 한 첫 번째 식민지였다.(p. 679) 많은 선언들은 독립을 지지하는 마을 또는 카운티 회의에서 채택된 결의안이었다. 몇몇은 1776년 4월 23일 사우스캐롤라이나 대법원장 윌리엄 헨리 드레이튼이 발표한 성명과 같은 배심원 지침의 형태를 취했다: "국가의 법은 저에게 선언할 권한을 부여합니다... 그레이트브리튼의 국왕 조지 3세는 우리에게 아무런 권한도 없으며, 우리는 그에게 복종할 의무가 없습니다."(pp. 69–72) 이러한 선언들 대부분은 이제 잘 알려져 있지 않은데, 7월 2일 의회에서 승인된 독립 결의안과 7월 4일에 승인 및 인쇄되고 8월에 서명된 독립 선언서에 가려졌기 때문이다.(p. 48) 현대 학자들의 공통된 의견은 가장 잘 알려지고 가장 이른 지역 선언은 아마도 위조된 것일 가능성이 높다는 것이다. 이는 1775년 5월에 채택되었다고 주장되는 메클렌부르크 독립선언이다(다른 지역 선언보다 1년이나 앞선다).(p. 174)
일부 식민지들은 독립 지지를 보류했다. 저항은 뉴욕, 뉴저지, 메릴랜드, 펜실베이니아, 델라웨어의 중부 식민지에 집중되었다. 독립 지지자들은 펜실베이니아를 핵심으로 보았다; 만약 이 식민지가 독립 지지 세력으로 전환될 수 있다면, 다른 식민지들도 따를 것이라고 믿었다.(p. 682) 그러나 5월 1일, 독립 반대파는 독립 문제에 초점을 맞춘 특별 선거에서 펜실베이니아 의회의 통제권을 유지했다.(p. 683) 이에 대응하여, 의회는 존 애덤스와 리처드 헨리 리가 추진한 결의안을 5월 10일에 통과시켰는데, 이는 "사무의 긴급한 필요성에 충분한 정부"가 없는 식민지들에게 새로운 정부를 채택하도록 요구하는 내용이었다.(p. 684)(p. 37) 이 결의안은 만장일치로 통과되었고, 심지어 의회의 반독립 파벌 지도자인 펜실베이니아의 존 디킨슨도 지지했는데, 그는 이 결의안이 자신의 식민지에는 적용되지 않는다고 믿었다.(p. 684)

### 5월 15일 서문
오늘 의회는 아메리카에서 지금까지 내려진 가장 중요한 결의를 통과시켰다.
관례에 따라, 의회는 결의안의 목적을 설명하기 위한 서문을 작성할 위원회를 임명했다. 존 애덤스는 서문을 작성했는데, 서문에는 조지 왕이 화해를 거부하고 식민지에 대항하여 외국 용병을 고용하고 있기 때문에 "그 왕실 아래의 모든 종류의 권한 행사는 전적으로 억압되어야 한다"고 명시되어 있었다.(p. 37)(p. 684) 애덤스의 서문은 펜실베이니아 식민지와 메릴랜드의 정부를 전복시키도록 장려하려는 의도였는데, 이들은 여전히 영국 왕실의 지배를 받고 있었다.(p. 684) 의회는 며칠간의 논쟁 끝에 5월 15일 서문을 통과시켰지만, 중부 4개 식민지는 반대 투표를 했고, 메릴랜드 대표단은 항의하며 퇴장했다.(p. 685) 애덤스는 자신의 5월 15일 서문을 사실상 미국의 독립 선언으로 간주했지만, 공식적인 선언은 여전히 이루어져야 했다.(p. 38)

### 리 결의안
의회가 애덤스의 서문을 통과시킨 같은 날, 버지니아 회의는 공식적인 의회 독립 선언을 위한 발판을 마련했다. 5월 15일, 회의는 버지니아의 의회 대표단에게 "연합 식민지가 자유롭고 독립적인 국가임을 선언하고, 영국 왕실이나 의회에 대한 모든 충성심이나 의존으로부터 해방되었음을 존경할 만한 단체에 제안하라"고 지시했다.(p. 63) 이러한 지시에 따라, 버지니아의 리처드 헨리 리는 6월 7일 의회에 3부 결의안을 제출했다. 이 동의안은 존 애덤스가 지지했으며, 의회에 독립을 선언하고, 외교 동맹을 형성하며, 식민지 연합 계획을 준비할 것을 요구했다. 독립 선언과 관련된 결의안의 내용은 다음과 같다: "결의하건대, 이 연합 식민지들은 자유롭고 독립적인 국가이며, 마땅히 그래야 한다. 이들은 영국 왕실에 대한 모든 충성심에서 해방되었으며, 이들과 그레이트브리튼 국가 간의 모든 정치적 관계는 완전히 해소되었으며, 마땅히 그래야 한다."(p. 41)
리의 결의안은 이어진 논쟁에서 저항에 부딪혔다. 결의안 반대자들은 영국과의 화해가 어렵다는 점을 인정하면서도, 독립 선언이 시기상조이며, 외국 지원 확보가 우선되어야 한다고 주장했다.(pp. 689–690)(p. 42) 결의안 지지자들은 외국 정부가 영국의 내부 분쟁에 개입하지 않을 것이므로, 외국 지원이 가능하려면 공식적인 독립 선언이 필요하다고 반박했다. 그들은 의회가 "이미 존재하는 사실을 선언"하기만 하면 된다고 주장했다.(p. 689)(pp. 33–34) 그러나 펜실베이니아, 델라웨어, 뉴저지, 메릴랜드, 뉴욕의 대의원들은 아직 독립 투표 권한이 없었고, 일부는 결의안이 채택되면 의회를 떠나겠다고 위협했다. 따라서 의회는 6월 10일 리의 결의안에 대한 추가 논의를 3주간 연기하기로 결정했다.(pp. 42–43) 그때까지 의회는 7월에 리의 결의안이 다시 논의될 경우 독립을 선언하고 설명하는 문서를 위원회가 준비해야 한다고 결정했다.

### 최종 추진

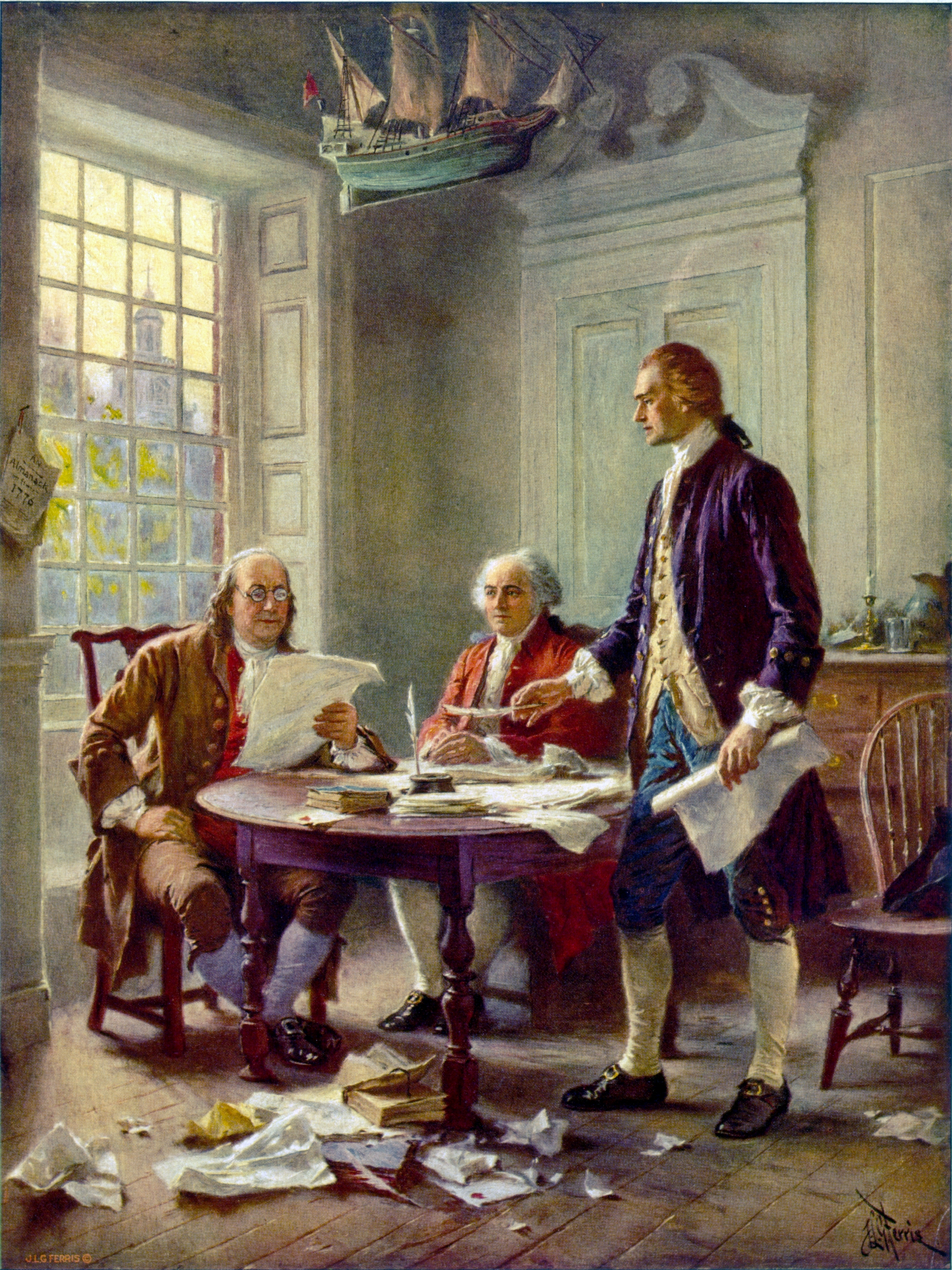
1776년 독립선언서 작성, 1900년 장 레옹 제롬 페리스가 프랭클린, 애덤스, 제퍼슨이 독립선언서 초안을 작성하는 모습을 그린 초상화

의회의 독립 선언에 대한 지지는 1776년 6월 마지막 몇 주 동안 확고해졌다. 6월 14일, 코네티컷 의회는 대표단에게 독립을 제안하도록 지시했고, 다음 날 뉴햄프셔와 델라웨어 입법부는 대표단에게 독립을 선언할 권한을 부여했다.(pp. 691–692) 펜실베이니아에서는 정치적 투쟁이 식민지 의회 해산으로 끝났고, 토머스 매킨이 이끄는 새로운 위원회 회의는 6월 18일 펜실베이니아 대표단에게 독립을 선언할 권한을 부여했다.(p. 691) 뉴저지 주 의회는 1776년 1월부터 주를 통치해왔다. 그들은 6월 15일 왕실 총독 윌리엄 프랭클린이 "이 나라의 자유에 대한 적"이라고 결의하고 그를 체포했다.(p. 692) 6월 21일, 그들은 새로운 의회 대표단을 선택하고 그들에게 독립 선언에 참여할 권한을 부여했다.(p. 693)
6월 말 기준으로, 13개 식민지 중 단 두 곳, 메릴랜드와 뉴욕만이 독립을 승인하지 않았다. 메릴랜드 대표단은 이전에 대륙회의가 애덤스의 5월 15일 서문을 채택했을 때 회의장을 떠났고, 지시를 받기 위해 애너폴리스 회의로 파견했다.(p. 694) 5월 20일, 애너폴리스 회의는 애덤스의 서문을 거부하고 대표단에게 독립에 반대하도록 지시했다. 그러나 새뮤얼 체이스는 메릴랜드로 가서 독립 지지 지역 결의 덕분에 6월 28일 애너폴리스 회의가 입장을 바꾸도록 할 수 있었다.(pp. 694–696)(p. 68) 뉴욕 대표단만이 수정된 지시를 받지 못했다. 의회가 6월 8일 독립 결의를 고려하고 있을 때, 뉴욕 주 의회는 대표단에게 기다리라고 말했다.(p. 698) 그러나 6월 30일, 영국군이 접근함에 따라 주 의회는 뉴욕을 비웠고, 7월 10일까지 다시 소집되지 않을 예정이었다. 이는 뉴욕 대표단이 의회가 결정을 내린 후에야 독립을 선언할 권한을 부여받을 수 있음을 의미했다.

## 초안 및 채택

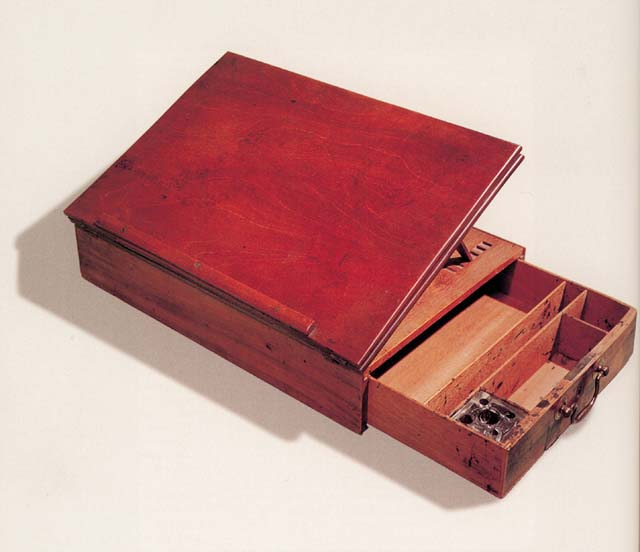
제퍼슨이 독립선언서를 작성했던 휴대용 책상

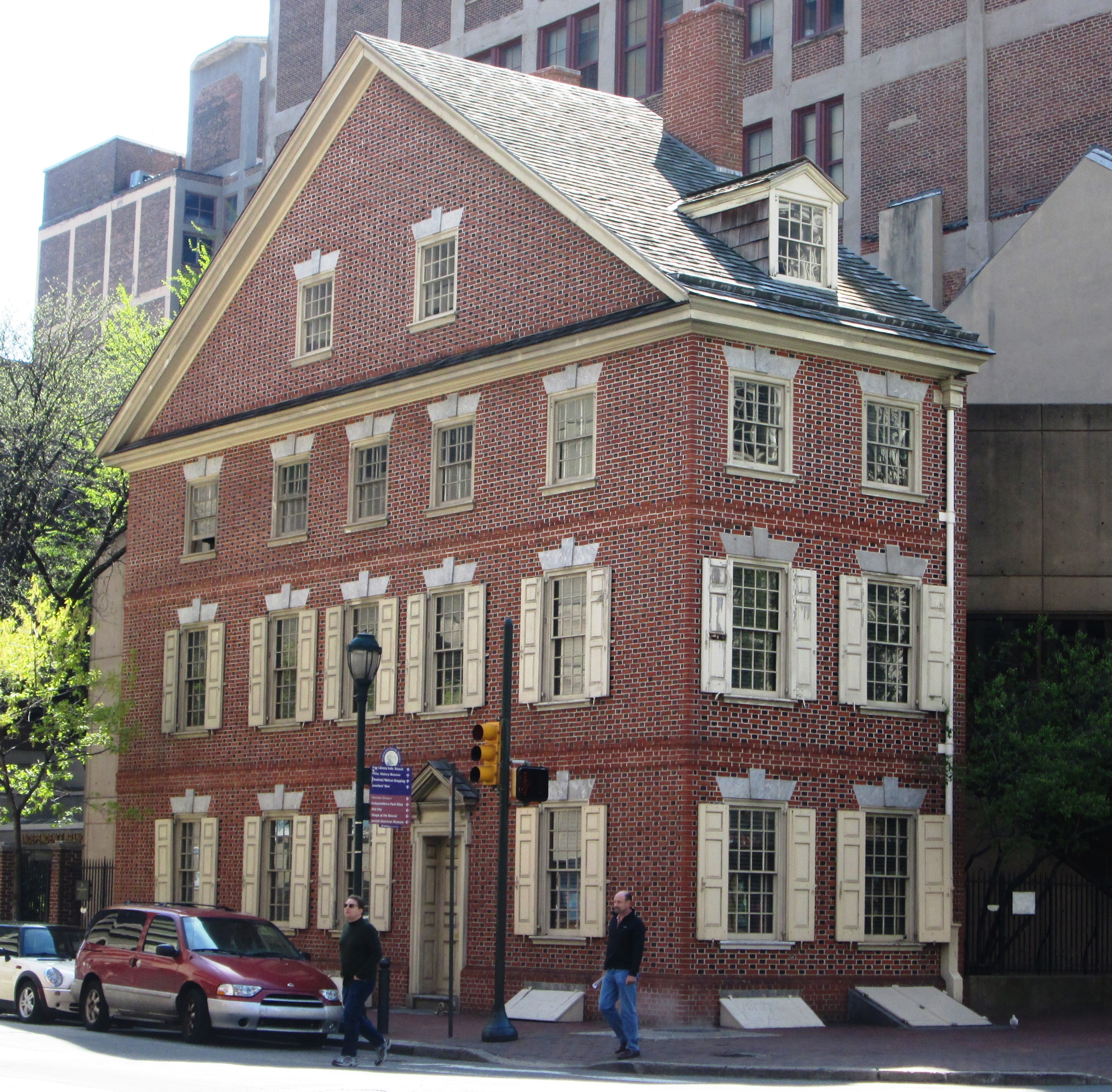
필라델피아 마켓 7번가 사우스에 위치한 재건된 하숙집인 독립 선언의 집. 제퍼슨은 1776년 6월 이곳에서 독립 선언을 작성했다.

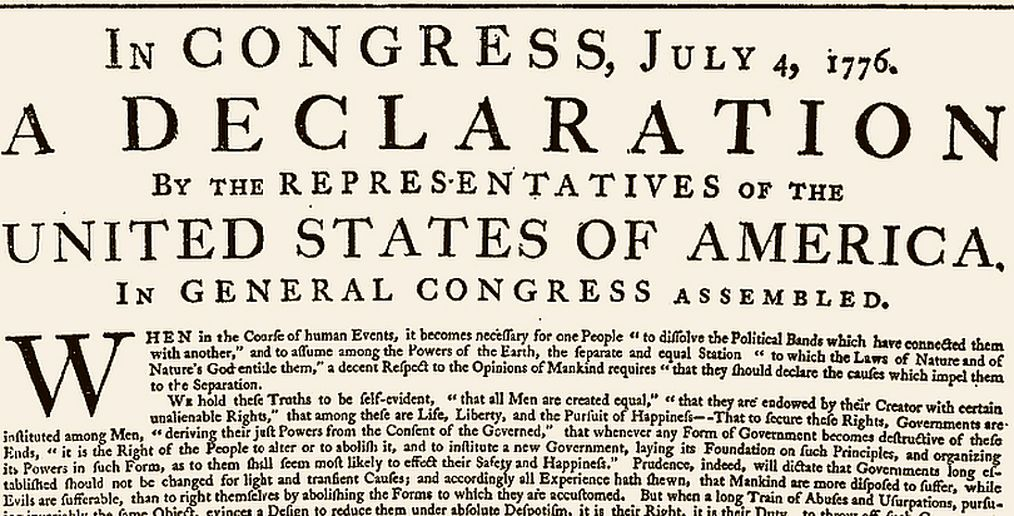
1776년 7월 4일 제퍼슨의 감독하에 인쇄된 독립 선언의 원본은 1776년 8월에 정식으로 서명되었고, 서문의 일부 문구를 약간 수정하여 "만장일치"라는 단어를 명시적으로 추가했다. 이는 제2차 대륙회의의 56명의 대표 모두가 서명했음을 반영한다.

공식적인 독립 선언을 위한 정치적 움직임은 문서가 작성되는 동안에도 계속되고 있었다. 1776년 6월 11일, 의회는 독립 선언 초안을 작성하기 위해 존 애덤스 (매사추세츠), 벤저민 프랭클린 (펜실베이니아), 토머스 제퍼슨 (버지니아), 로버트 R. 리빙스턴 (뉴욕), 로저 셔먼 (코네티컷)을 포함한 5인 위원회를 임명했다.
위원회는 회의록을 남기지 않았기 때문에 초안 작성 과정이 어떻게 진행되었는지에 대한 일부 불확실성이 있다. 제퍼슨과 애덤스는 수년 후에 서로 모순되는 설명을 작성했는데, 너무 오래된 일이라 전적으로 신뢰할 수는 없지만, 이들의 설명은 자주 인용된다.(pp. 97–105) 확실한 것은 위원회가 문서가 따라야 할 일반적인 개요를 논의하고 제퍼슨이 첫 번째 초안을 작성하기로 결정했다는 점이다. 위원회 전체, 특히 제퍼슨은 애덤스가 문서를 작성해야 한다고 생각했지만, 애덤스는 그들에게 제퍼슨을 선택하도록 설득하고 개인적으로 그와 상의하겠다고 약속했다.
제퍼슨은 1776년 6월 11일부터 1776년 6월 28일까지 필라델피아 마켓 스트리트 700번지에 있는 자신이 임대한 3층 집의 2층에서 독립 선언 초안을 대부분 혼자 작성했다. 이 집은 현재 독립 선언의 집으로 불리며 독립기념관에서 걸어갈 수 있는 거리에 있다. 의회의 바쁜 일정을 고려할 때, 제퍼슨은 이 17일 동안 글을 쓸 시간이 제한적이었을 것이며, 아마도 첫 초안을 빠르게 작성했을 것이다.(p. 104)
초기 독립 선언 초안의 본문을 살펴보면 존 로크와 상식의 저자인 토머스 페인이 제퍼슨에게 미친 영향이 반영되어 있다. 그는 5인 위원회의 다른 구성원들과 상의했고, 그들이 제안한 사소한 변경 사항을 반영하여 또 다른 사본을 작성했다. 위원회는 이 사본을 1776년 6월 28일 의회에 제출했다. 문서의 제목은 "총회에 모인 미합중국 대표자들의 선언"이었다.(p. 4)
의회는 초안을 "보류"하라고 명령했고,(p. 701) 이후 이틀 동안 제퍼슨의 주요 문서를 체계적으로 수정하여 4분의 1로 줄이고 불필요한 문구를 제거하며 문장 구조를 개선했다. 이들은 조지 3세가 식민지에 노예 제도를 강요했다는 제퍼슨의 주장을 제거했는데, 이는 문서를 완화하고 노예 무역에 상당한 관련이 있던 사우스캐롤라이나와 조지아의 불만을 달래기 위함이었다.
제퍼슨은 나중에 그의 자서전에서 북부 주들도 조항 삭제를 지지했다고 썼다. "그들의 국민은 노예를 거의 소유하고 있지 않았지만, 다른 곳으로 노예를 운송하는 데 상당한 역할을 했기 때문이다." 제퍼슨은 의회가 그의 초안을 "엉망으로 만들었다"고 썼지만, 최종적으로 작성된 독립 선언은 그의 전기 작가인 존 펄링의 말에 따르면 "당대인과 후세 모두에게 영감을 준 웅장한 문서"였다.
의회는 7월 1일 월요일에 독립 선언 초안을 보류하고 벤저민 해리슨 (버지니아)이 의장으로 있는 전원위원회로 전환하여 리의 독립 결의안에 대한 토론을 재개했다. 존 디킨슨은 의회가 먼저 외교적 동맹을 확보하고 연합규약을 확정하기 전에는 독립을 선언해서는 안 된다고 주장하며 결정을 지연시키려는 마지막 노력을 했다.(p. 699) 존 애덤스는 디킨슨에게 답변하는 연설에서 즉각적인 독립 선언의 필요성을 다시 강조했다.
긴 연설 끝에 투표가 진행되었고, 각 식민지는 항상 그렇듯이 단일 투표를 행사했다. 각 식민지의 대표단은 2명에서 7명으로 구성되었으며, 각 대표단은 식민지의 투표를 결정하기 위해 자체적으로 투표했다. 펜실베이니아와 사우스캐롤라이나는 독립 선언에 반대표를 던졌다. 뉴욕 대표단은 독립 투표 권한이 없어 기권했다. 델라웨어는 토머스 매킨이 찬성하고 조지 리드가 반대하여 대표단이 분열되었기 때문에 투표를 하지 않았다. 나머지 9개 대표단은 독립에 찬성표를 던졌고, 이는 결의안이 전원위원회에서 승인되었음을 의미했다. 다음 단계는 결의안을 의회 자체에서 투표하는 것이었다. 사우스캐롤라이나의 에드워드 러틀리지는 리의 결의안에 반대했지만 만장일치를 원했기 때문에 다음 날까지 투표를 연기할 것을 제안했다.(p. 700)
7월 2일, 사우스캐롤라이나는 입장을 바꿔 독립에 찬성표를 던졌다. 펜실베이니아 대표단에서는 디킨슨과 로버트 모리스가 기권하여 대표단이 3대 2로 독립에 찬성표를 던질 수 있게 했다. 델라웨어 대표단의 무승부는 시저 로드니의 적시 도착으로 깨졌고, 그는 독립에 찬성표를 던졌다. 뉴욕 대표단은 여전히 독립에 투표할 권한이 없었기 때문에 다시 기권했지만, 일주일 후 뉴욕 지방의회에 의해 그렇게 할 수 있도록 허용되었다.(p. 45) 독립 결의안은 찬성 12표, 기권 1표로 채택되었으며, 식민지들은 영국과의 정치적 관계를 공식적으로 단절했다. 존 애덤스는 다음 날 그의 아내에게 편지를 써서 7월 2일이 미국의 위대한 공휴일이 될 것이라고 예측했다.(pp. 703–704) 그는 독립 투표가 기념될 것이라고 생각했지만, 미국인들이 그 법의 발표가 최종 확정된 날에 독립기념일을 기념할 것이라고는 예상하지 못했다.(pp. 160–161)
나는 [독립 기념일]이 후세에 위대한 기념 축제로 기념될 것이라고 믿는 경향이 있다. 이는 전능하신 하나님께 대한 엄숙한 헌신 행위로 해방의 날로 기념되어야 한다. 이제부터 영원히 이 대륙의 한쪽 끝에서 다른 쪽 끝까지 화려함과 행진, 쇼, 게임, 스포츠, 총포, 종, 불꽃놀이, 그리고 조명으로 엄숙하게 지켜져야 한다.
의회는 다음으로 위원회의 독립 선언 초안에 주의를 돌렸다. 이들은 며칠 간의 토론 동안 상당한 문구 변경을 가했으며, 거의 4분의 1에 달하는 텍스트를 삭제했다. 독립 선언의 최종 문구는 1776년 7월 4일에 승인되어 출판을 위해 인쇄소로 보내졌다.
독립 선언의 이 원본 광범위 인쇄본과 최종 공식 정식 사본 사이에는 문구의 뚜렷한 변화가 있다. "만장일치"라는 단어는 1776년 7월 19일에 통과된 의회 결의안의 결과로 삽입되었다. "결의된 바, 4일에 통과된 선언은 '미합중국 13개 주의 만장일치 선언'이라는 제목과 스타일로 양피지에 정식으로 기입되어야 하며, 기입된 후에는 모든 의회 의원이 서명해야 한다." 역사가 조지 아산 빌리아스는 "독립은 새로운 상호 의존적 지위를 의미했다. 미국은 이제 그 지위와 함께 오는 특권과 책임을 가질 자격이 있는 주권 국가가 되었다. 따라서 미국은 국제 공동체의 일원이 되었는데, 이는 조약과 동맹의 체결자, 외교에서의 군사적 동맹국, 그리고 보다 동등한 기반에서의 대외 무역 파트너가 되는 것을 의미했다."

## 정서된 선언문의 주석이 달린 텍스트
이 선언은 공식적인 부분으로 나뉘어져 있지 않지만, 서론, 서문, 조지 3세 국왕에 대한 기소, 영국 국민에 대한 비난, 결론의 다섯 부분으로 구성되어 있는 것으로 종종 논의된다.
| 서론 자연법에 따라 민족이 정치적 독립을 쟁취할 수 있음을 주장한다; 그러한 독립의 근거는 합리적이어야 하고, 따라서 설명 가능해야 하며, 설명되어야 함을 인정한다. | 의회, 1776년 7월 4일. 13개 연합 아메리카 주의 만장일치 선언, "인간사에서 한 민족이 다른 민족과 연결되었던 정치적 유대를 해소하고, 대지의 권력들 사이에서 자연법과 자연의 신이 그들에게 부여한 분리되고 평등한 지위를 차지하는 것이 필요할 때, 인류의 의견에 대한 합당한 존중은 그들이 분리를 강요하는 원인들을 선언할 것을 요구한다." |
| 서문 정부가 자연권을 침해할 때 혁명을 정당화하는 일반적인 통치 철학을 요약한다. | "우리는 다음과 같은 진리들이 자명하다고 생각한다. 즉, 모든 사람은 평등하게 태어났다는 것, 그들은 창조주로부터 특정한 양도할 수 없는 권리를 부여받았으며, 그 권리들 중에는 생명, 자유, 그리고 행복의 추구가 있다는 것.—이러한 권리들을 보장하기 위해 정부가 사람들 사이에 수립되며, 그 정당한 권력은 피통치자의 동의로부터 유래한다는 것.—어떤 형태의 정부라도 이러한 목적에 파괴적이 될 때, 그것을 변경하거나 폐지하고, 그들의 안전과 행복을 가장 효과적으로 이룰 수 있을 것으로 보이는 원칙에 기초를 두고 그러한 형태로 권력을 조직하는 새로운 정부를 수립하는 것은 국민의 권리이며 의무이다. 실제로, 신중함은 오랫동안 수립된 정부는 경미하고 일시적인 원인으로 변경되어서는 안 된다고 명령할 것이다. 따라서 모든 경험은 인류가 악이 참을 수 있는 한 고통을 견디는 경향이 있으며, 익숙한 형태를 폐지함으로써 스스로를 바로잡기보다는 고통을 견디는 경향이 있음을 보여주었다. 그러나 동일한 목적을 끊임없이 추구하는 일련의 긴 학대와 강탈이 그들을 절대적인 전제주의 아래로 줄이려는 의도를 드러낼 때, 그러한 정부를 타도하고, 미래의 안전을 위한 새로운 방어 장치를 마련하는 것은 그들의 권리이며 의무이다." |
| 기소 국왕이 미국인의 권리와 자유를 "반복적으로 침해하고 강탈"한 것을 기록한 불만 사항 목록. | "이 식민지들의 인내는 이러했다. 그리고 이제 그들의 이전 정부 체제를 변경하도록 강요하는 필요성은 이러하다. 현 대영제국 국왕의 역사는 이 국가들에 대한 절대적인 폭정 수립을 직접적인 목표로 하는 반복적인 침해와 강탈의 역사이다. 이를 증명하기 위해, 공정한 세계에 사실들을 제출한다. "그는 공공선을 위해 가장 유익하고 필요한 법률에 재가하기를 거부하였다. "그는 자신의 총독들에게 즉각적이고 긴급한 중요성을 가진 법률을 통과시키는 것을 금지하였으며, 그의 재가를 얻을 때까지 효력을 정지시키지 않는 한 그러했다. 그리고 그렇게 효력이 정지되었을 때, 그는 그 법률들을 전혀 돌보지 않았다. "그는 다수의 국민을 수용하기 위한 다른 법률들을 통과시키기를 거부하였는데, 그 국민들이 입법부에서의 대표권을 포기하지 않는 한 그러했다. 이는 그들에게는 헤아릴 수 없는 권리이며 폭군들에게만 두려운 권리이다. "그는 자신의 조치에 순응하도록 그들을 지치게 할 유일한 목적으로, 특이하고 불편하며 공공 기록 보관소에서 멀리 떨어진 장소에 입법 기관들을 소집하였다. "그는 인민의 권리에 대한 침해에 대해 남자다운 굳건함으로 반대했기 때문에, 대표 의회를 반복적으로 해산하였다. "그는 그러한 해산 후에도 오랜 기간 동안 다른 의원들을 선출하도록 하지 않았으며, 이로 인해 소멸될 수 없는 입법권은 광범위한 인민에게 행사되도록 돌아갔다. 그 동안 국가는 외부로부터의 침략과 내부의 혼란이라는 모든 위험에 노출된 채 남아 있었다. "그는 이 국가들의 인구를 방해하려고 노력하였다. 그 목적을 위해 외국인 귀화법을 방해하고, 외국인 이주를 장려하는 다른 법률들을 통과시키기를 거부하며, 새로운 토지 할당 조건을 높였다. "그는 사법 권한을 확립하는 법률에 대한 재가를 거부함으로써 사법 행정을 방해하였다. "그는 수많은 새로운 관직을 만들고, 우리 국민을 괴롭히고 그들의 재산을 먹어치우기 위해 수많은 관리들을 파견하였다. "그는 평화로운 시기에 우리들 가운데 입법부의 동의 없이 상비군을 유지하였다. "그는 군대가 시민 권력으로부터 독립적이며 우위에 있도록 만들려고 시도하였다. "그는 우리의 헌법에 낯설고 우리의 법률에 의해 인정되지 않는 관할권에 우리를 종속시키기 위해 다른 이들과 결탁하였다. 가장된 입법 행위에 그의 재가를 부여하며: "우리 가운데 대규모 무장 병력을 주둔시키는 것에 대해: "이 국가들의 주민들에게 저지른 살인에 대해 가짜 재판으로 그들을 처벌로부터 보호하는 것에 대해: "세계 모든 지역과의 무역을 중단시키는 것에 대해: "우리의 동의 없이 우리에게 세금을 부과하는 것에 대해: "많은 경우에 배심원 재판의 혜택을 박탈하는 것에 대해: "가장된 범죄로 재판을 받기 위해 우리를 바다 건너로 이송하는 것에 대해: "인접한 주에서 자유로운 영국 법률 체계를 폐지하고, 그곳에 임의적인 정부를 수립하며, 그 경계를 확장하여 동시에 이러한 식민지에 동일한 절대 통치를 도입하기 위한 모범이자 적합한 도구가 되도록 하는 것에 대해: "우리의 헌장을 빼앗고, 우리의 가장 소중한 법률을 폐지하며, 우리의 정부 형태를 근본적으로 변경하는 것에 대해: "우리 자신의 입법부를 정지시키고, 모든 경우에 우리를 위해 입법할 권한을 자신들이 가지고 있다고 선언하는 것에 대해: "그는 우리를 자신의 보호 범위 밖으로 선언하고 우리에게 전쟁을 선포함으로써 이곳의 정부를 포기하였다. "그는 우리의 바다를 약탈하고, 우리의 해안을 황폐화하며, 우리의 도시를 불태우고, 우리 국민의 생명을 파괴하였다. "그는 지금 가장 야만적인 시대에도 거의 찾아볼 수 없는 잔혹성과 불신으로 이미 시작된 죽음, 황폐, 폭정의 작업을 완성하기 위해 대규모의 외국 용병들을 수송하고 있다. 이는 문명 국가의 수장으로서 전혀 걸맞지 않는 일이다. "그는 공해에서 붙잡힌 우리의 동포 시민들을 강요하여 자국에 대항하여 무기를 들게 하고, 친구와 형제의 처형자가 되거나, 그들의 손에 쓰러지도록 하였다. "그는 우리 가운데 내부 반란을 일으켰고, 우리의 국경 지대 주민들에게 무자비한 인디언 야만인들을 데려오려고 노력했다. 그들의 알려진 전쟁 규칙은 모든 연령, 성별, 신분의 무차별적인 파괴이다. "이러한 모든 압제 단계에서 우리는 가장 겸손한 방식으로 구제를 청원하였다: 우리의 반복된 청원은 반복된 상해로만 응답받았다. 그 특성이 참주를 정의할 수 있는 모든 행위로 특징지어진 군주는 자유로운 인민의 통치자가 되기에 부적합하다." |
| 실패한 경고 식민지 주민들이 국왕의 불의에 대해 영국 국민에게 알리고 경고하려 했던 시도와 영국 국민의 행동 실패를 설명한다. 그럼에도 불구하고, 이는 식민지 주민들이 영국인들과 "형제"로서의 유대를 가지고 있음을 확인한다. | "우리는 영국 형제들에게도 관심을 기울이지 않은 것은 아니다. 우리는 그들의 입법부가 우리에게 정당하지 않은 관할권을 확장하려는 시도에 대해 때때로 경고하였다. 우리는 이곳으로 이주하고 정착한 상황을 그들에게 상기시켰다. 우리는 그들의 타고난 정의와 관대함에 호소하였으며, 우리의 공통된 혈연 관계를 통해 우리의 연결과 서신을 필연적으로 방해할 이러한 강탈 행위를 부정할 것을 간절히 요청하였다. 그들 역시 정의와 혈연의 목소리에 귀 기울이지 않았다." |
| 비난 이 부분은 본질적으로 독립을 위한 주장을 마무리한다. 혁명을 정당화하는 조건들이 제시되었다. | "그러므로 우리는 우리의 분리를 선언하는 필연성을 묵인해야 하며, 그들을 나머지 인류와 마찬가지로 전쟁 시에는 적, 평화 시에는 친구로 간주해야 한다." |
| 결론 서명자들은 사람들이 정부를 바꿔야 할 조건이 존재하며, 영국이 그러한 조건을 만들어냈고, 필연적으로 식민지들은 영국 왕실과의 정치적 유대를 끊고 독립적인 국가가 되어야 한다고 주장한다. 결론은 본질적으로 7월 2일에 통과된 리 결의안을 담고 있다. | "그러므로 우리, 미합중국의 대표들은 총회에 모여, 우리의 의도의 정당성을 세계의 최고 심판관께 호소하며, 이 식민지들의 선량한 국민의 이름과 권위에 의해 엄숙히 공표하고 선언한다. 이 연합 식민지들은 자유롭고 독립적인 국가이며, 마땅히 그래야 한다. 이들은 영국 왕실에 대한 모든 충성심에서 해방되었으며, 이들과 그레이트브리튼 국가 간의 모든 정치적 관계는 완전히 해소되었으며, 마땅히 그래야 한다. 그리고 자유롭고 독립적인 국가로서, 이들은 전쟁을 선포하고, 평화를 체결하고, 동맹을 맺고, 상업을 설립하며, 독립 국가가 마땅히 할 수 있는 모든 다른 행위와 일들을 할 완전한 권한을 가진다. 그리고 이 선언을 지지하기 위해, 신성한 섭리의 보호에 대한 확고한 신뢰를 가지고, 우리는 서로에게 우리의 생명, 우리의 재산, 그리고 우리의 신성한 명예를 맹세한다." |
| 서명 정서본에 있는 가장 유명하고 첫 번째 서명은 대륙회의 의장인 존 핸콕의 것이었다. 두 명의 미래 대통령(토머스 제퍼슨과 존 애덤스)과 두 명의 다른 대통령(벤저민 해리슨 5세)의 아버지와 증조부가 서명자들 가운데 있었다. 에드워드 러틀리지(26세)는 최연소 서명자였고, 벤저민 프랭클린(70세)은 최고령 서명자였다. 이 선언의 56명의 서명자들은 다음 주(북쪽에서 남쪽으로)를 대표했다. | - 뉴햄프셔: 조시아 바틀렛, 윌리엄 휘플, 매튜 손턴 - 매사추세츠: 새뮤얼 애덤스, 존 애덤스, 존 핸콕, 로버트 트리트 페인, 엘브리지 게리 - 로드아일랜드: 스티븐 홉킨스, 윌리엄 엘러리 - 코네티컷: 로저 셔먼, 새뮤얼 헌팅턴, 윌리엄 윌리엄스, 올리버 월컷 - 뉴욕: 윌리엄 플로이드, 필립 리빙스턴, 프랜시스 루이스, 루이스 모리스 - 뉴저지: 리처드 스톡턴, 존 위더스푼, 프랜시스 홉킨슨, 존 하트, 에이브러햄 클라크 - 펜실베이니아: 로버트 모리스, 벤저민 러시, 벤저민 프랭클린, 존 모턴, 조지 클라이머, 제임스 스미스, 조지 테일러, 제임스 윌슨, 조지 로스 - 델라웨어: 조지 리드, 시저 로드니, 토머스 매킨 - 메릴랜드: 새뮤얼 체이스, 윌리엄 파카, 토머스 스톤, 찰스 캐롤 오브 캐롤턴 - 버지니아: 조지 와이스, 리처드 헨리 리, 토머스 제퍼슨, 벤저민 해리슨, 토머스 넬슨 주니어, 프랜시스 라이트풋 리, 카터 브랙스턴 - 노스캐롤라이나: 윌리엄 후퍼, 조지프 휴스, 존 펜 - 사우스캐롤라이나: 에드워드 러틀리지, 토머스 헤이워드 주니어, 토머스 린치 주니어, 아서 미들턴 - 조지아: 버튼 귀넷, 라이먼 홀, 조지 월턴 |

당시 사람들이 본 서명된 문서의 버전에는 메리 캐서린 고다드도 서명했다. 그녀는 볼티모어의 우체국장이었고, 대륙회의로부터 서명된 선언서를 인쇄하는 임무를 맡았다. 메릴랜드 저널의 소유주로서 그녀의 일반적인 서명은 "M.K. Goddard"였지만, 그녀는 독립선언서에 자신의 전체 이름을 서명했다.

## 영향 및 법적 지위

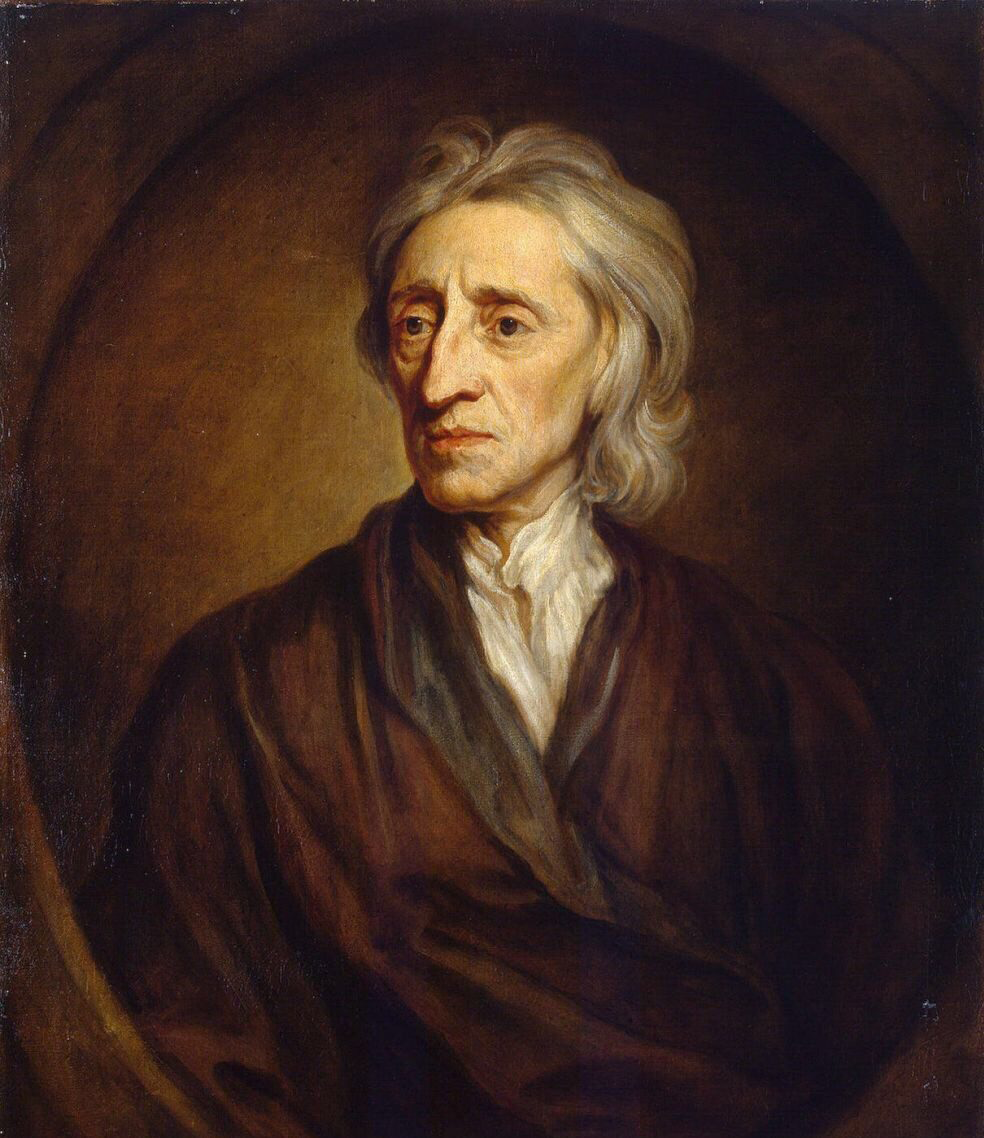
영국 정치 철학자 존 로크의 1697년 초상화

역사가들은 독립선언서의 문구와 정치철학에 가장 큰 영향을 미친 원천을 밝히려고 노력해왔다. 제퍼슨 자신의 인정에 따르면, 독립선언서에는 독창적인 사상이 없었으며, 대신 미국 독립 혁명 지지자들이 널리 공유했던 감정의 표현이었다. 제퍼슨은 1825년에 다음과 같이 설명했다.
원칙이나 감정의 독창성을 목표로 하지도 않았고, 특정하거나 이전의 저술에서 복사하지도 않았다. 그것은 미국인의 정신을 표현하고, 그 표현에 그 상황이 요구하는 적절한 어조와 정신을 부여하려는 의도였다.
제퍼슨의 가장 직접적인 출처는 1776년 6월에 작성된 두 문서였다: 그 자신의 버지니아 헌법 서문 초안과 조지 메이슨의 버지니아 권리 장전 초안. 이 두 문서의 사상과 문구는 독립선언서에 나타난다.(pp. 125–126) 메이슨의 시작 부분은 다음과 같았다:
제1조. 모든 사람은 본성적으로 동등하게 자유롭고 독립적이며, 사회 상태에 들어갈 때 어떠한 계약으로도 그들의 후손을 박탈하거나 빼앗을 수 없는 특정한 고유한 권리를 가진다. 즉, 생명과 자유를 향유하며, 재산을 취득하고 소유하고, 행복과 안전을 추구하고 얻을 수 있는 수단을 가진다.
메이슨은 다시 1689년 영국 권리선언에 직접적인 영향을 받았는데, 이 선언은 제임스 2세의 통치를 공식적으로 종식시켰다.(pp. 126–128) 미국 혁명 동안, 제퍼슨과 다른 미국인들은 영국 권리선언을 불공정한 왕의 통치를 끝내는 방법에 대한 모범으로 여겼다.(pp. 53–57) 스코틀랜드의 아브로스 선언 (1320년)과 네덜란드의 단념법 (1581년) 또한 제퍼슨의 독립선언서의 모델로 제시되었지만, 이 모델들은 현재 소수의 학자들만이 인정한다. 메이어는 네덜란드 단념법이 독립선언서의 모델로 작용했다는 증거를 찾지 못했으며, 이 주장을 "설득력 없다"고 간주한다.(p. 264) 아미티지는 스코틀랜드와 네덜란드 법의 영향을 무시하고, 어느 쪽도 최근까지 "독립 선언"이라고 불리지 않았다고 썼다.(pp. 42–44) 스티븐 E. 루카스는 네덜란드 법의 영향을 지지했다.
제퍼슨은 여러 작가들이 독립선언서의 문구에 전반적인 영향을 미쳤다고 썼다. 영국의 정치 이론가 존 로크는 보통 주요 영향 중 한 명으로 언급되며, 제퍼슨은 그를 "역사상 가장 위대한 세 사람" 중 한 명이라고 불렀다.
1922년에 역사가 칼 L. 베커는 "대부분의 미국인들은 로크의 저작을 일종의 정치적 복음으로 받아들였고, 독립선언서는 그 형식과 문구에서 로크의 두 번째 정부론의 특정 문장들을 밀접하게 따른다"고 썼다.(p. 27) 그러나 로크가 미국 혁명에 미친 영향의 정도는 일부 후속 학자들에 의해 의문이 제기되었다. 역사가 레이 포레스트 하비는 1937년에 스위스 법학자 장 자크 벌라마퀴의 지배적인 영향을 주장하며, 제퍼슨과 로크는 정치 철학에서 "두 개의 반대 극"에 있었다고 선언했다. 이는 독립선언서에서 제퍼슨이 "재산" 대신 "행복의 추구"라는 문구를 사용한 것에서 알 수 있다. 다른 학자들은 로크의 고전적 자유주의보다는 공화주의의 영향을 강조했다.
역사가 개리 윌스는 제퍼슨이 로크가 아닌 스코틀랜드 계몽주의, 특히 프랜시스 허치슨의 영향을 받았다고 주장했으며, 이는 강하게 비판받았다.
법사학자 존 필립 레이드는 선언의 정치 철학에 대한 강조가 잘못되었다고 썼다. 레이드는 선언이 자연권에 대한 철학적 논문이 아니라, 국왕 조지 3세가 식민지 주민들의 헌법적 권리를 침해한 것에 대한 기소라는 법적 문서라고 주장한다. 따라서, 그것은 1550년 마그데부르크 고백록의 과정을 따르는데, 이는 현재 하위 행정관의 원칙으로 알려진 다단계 법적 공식으로 신성 로마 황제 카를 5세에 대한 저항을 합법화했다.
역사가 데이비드 아미티지는 이 선언이 당시 지배적인 국제법 논문이자 벤저민 프랭클린이 "우리 의회 의원들의 손에 계속 있었다"고 말했던 책인 바텔의 The Law of Nations에 크게 영향을 받았다고 주장했다. 아미티지는 "바텔은 독립을 국가성 정의의 근본으로 삼았다"고 썼으며, 따라서 이 선언의 주된 목적은 "미국의 국제 법적 주권을 표현하는 것"이었다고 한다. 미국이 유럽 강대국들에게 인정받을 희망이 있다면, 미국 혁명가들은 먼저 자신들이 더 이상 영국에 의존하지 않는다는 것을 분명히 해야 했다.(pp. 21,38–40) 독립선언서는 국내적으로는 법적 효력이 없지만, 그럼에도 불구하고 헌법과 다른 법률에 대한 역사적, 법적 명확성을 제공하는 데 도움이 될 수 있다.

## 서명

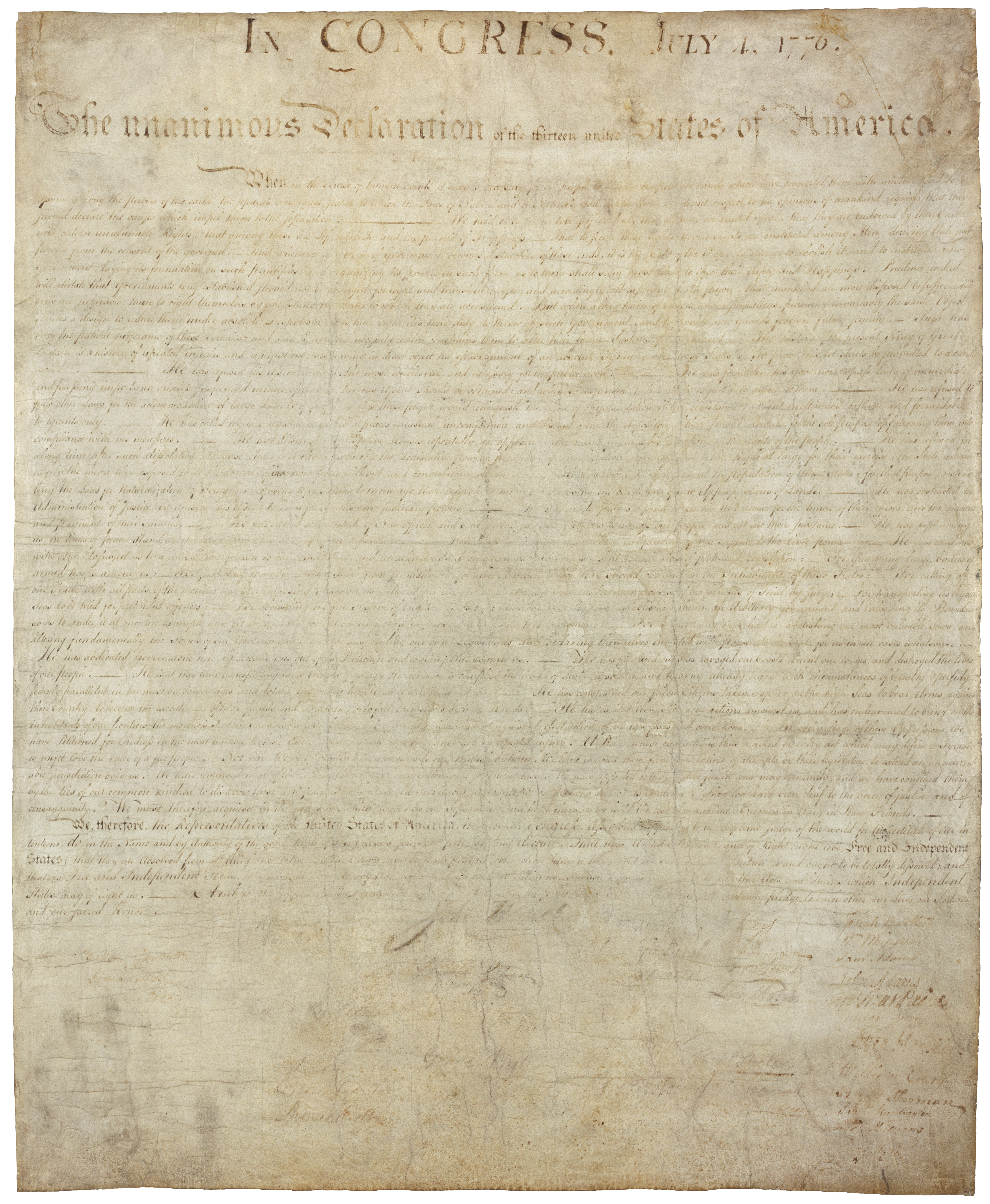
서명된 독립선언서. 19세기 보존 상태 불량으로 현재는 많이 바랬으며, 워싱턴 D.C.의 미국 국립문서기록관리청에 전시되어 있다.

1776년 7월 4일, 제2차 대륙회의 의장 존 핸콕의 서명이 독립선언서의 진위를 증명했다.

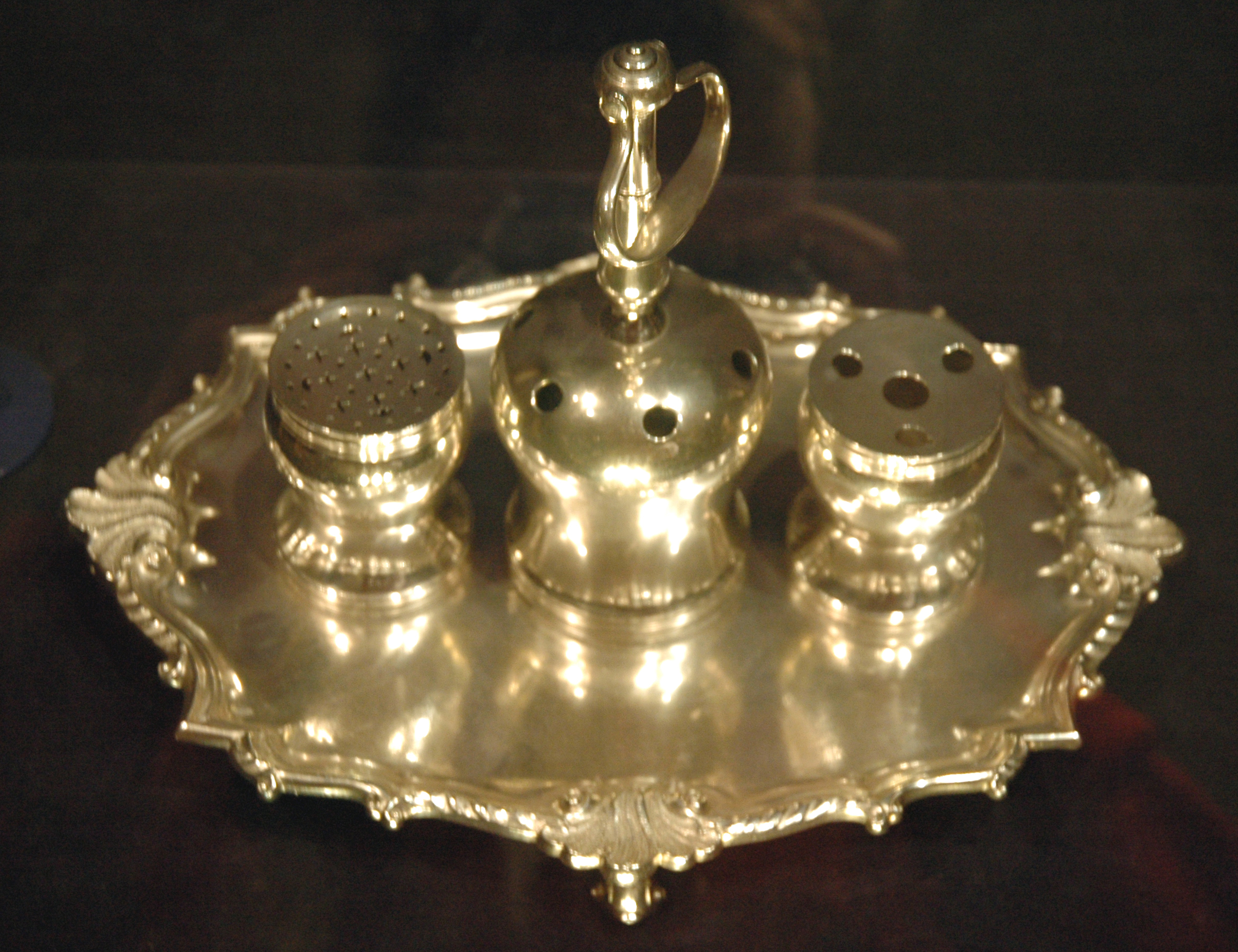
독립선언서와 헌법 서명에 사용된 싱 잉크스탠드

이 선언은 7월 4일 의회가 문서를 채택하기로 투표함으로써 공식화되었다. 그날 문서가 서면에 옮겨졌고, 의회 의장인 존 핸콕이 서명했다. 다른 대의원들의 서명은 추가로 진위를 확인할 필요가 없었다. 56명의 대의원들의 서명이 선언서에 첨부되어 있지만, 각 사람이 서명한 정확한 날짜는 논쟁의 여지가 있다. 제퍼슨, 프랭클린, 애덤스는 모두 선언이 7월 4일에 의회에서 서명되었다고 썼다. 그러나 1796년에 서명자 토머스 매킨은 일부 서명자들이 그 당시에는 참석하지 않았고, 심지어 일부는 그 날짜 이후에야 의회에 선출되었기 때문에 이에 대해 이의를 제기했다. 역사가들은 일반적으로 매킨의 사건 버전을 받아들였다. 특히 역사는 대부분의 대의원들이 1776년 8월 2일에 서명했으며, 그때 참석하지 않은 사람들은 나중에 이름을 추가했음을 보여준다.
1811년 애덤스에게 보낸 편지에서 벤저민 러시는 8월 2일 서명을 극명하게 묘사하며 "생각에 잠긴 무서운 침묵"의 장면이라고 했다. 러시는 대의원들이 한 명씩 불려 나와 엄숙하게 줄을 서서 각자가 자신의 사형 선고라고 생각하는 것에 서명했다고 말했다. 그는 "아침의 우울함"이 잠시 중단되었다고 말했는데, 뚱뚱한 버지니아의 벤저민 해리슨이 서명 테이블에서 작은 엘브리지 게리에게 "우리가 지금 하는 일 때문에 모두 교수형에 처해질 때, 나는 당신보다 훨씬 유리할 것이오. 내 몸의 크기와 무게 때문에 나는 몇 분 안에 죽어 천사들과 함께 있을 것이지만, 당신의 몸이 가볍기 때문에 당신은 죽기 전에 한두 시간 동안 공중에서 춤을 출 것이오."라고 말했을 때였다. 러시에 따르면 해리슨의 발언은 "잠시 미소를 자아냈지만, 곧 전체 일이 진행된 엄숙함에 의해 사라졌다."
서명자 중에는 당시 미래의 대통령인 존 애덤스와 토머스 제퍼슨이 포함되어 있지만, 가장 전설적인 서명은 존 핸콕의 것이다. 그의 크고 화려한 서명은 상징적이 되었고, 미국에서는 존 핸콕이라는 용어가 "서명"의 은유로 사용되었다. 흔히 유포되지만 출처가 불확실한 이야기에 따르면, 핸콕이 서명한 후 매사추세츠 대의원이 "영국 장관들은 안경 없이도 그 이름을 읽을 수 있을 것"이라고 말했다고 한다. 다른 보고서에 따르면 핸콕은 자랑스럽게 "자! 조지 왕이 그걸 읽을 수 있을 거라고 생각한다!"고 선언했다고 한다.
이 문서는 중요한 국가 상징이 된 후 몇 년 뒤, 독립선언서 서명에 관한 전설이 생겨났다. 존 핸콕은 의회가 독립선언서에 서명했으니 이제 "모두 함께 교수형에 처해질 것"이라고 말했고, 벤저민 프랭클린은 "그렇습니다. 우리는 정말 모두 함께 교수형에 처해져야 합니다. 그렇지 않으면 분명히 각자 따로 교수형에 처해질 것입니다."라고 대답했다고 한다. 이 인용문은 1837년 런던 유머 잡지에 처음 인쇄되었다.
서명에 사용된 싱 잉크스탠드는 1787년 미국 헌법 서명에도 사용되었다.

## 출판 및 반응

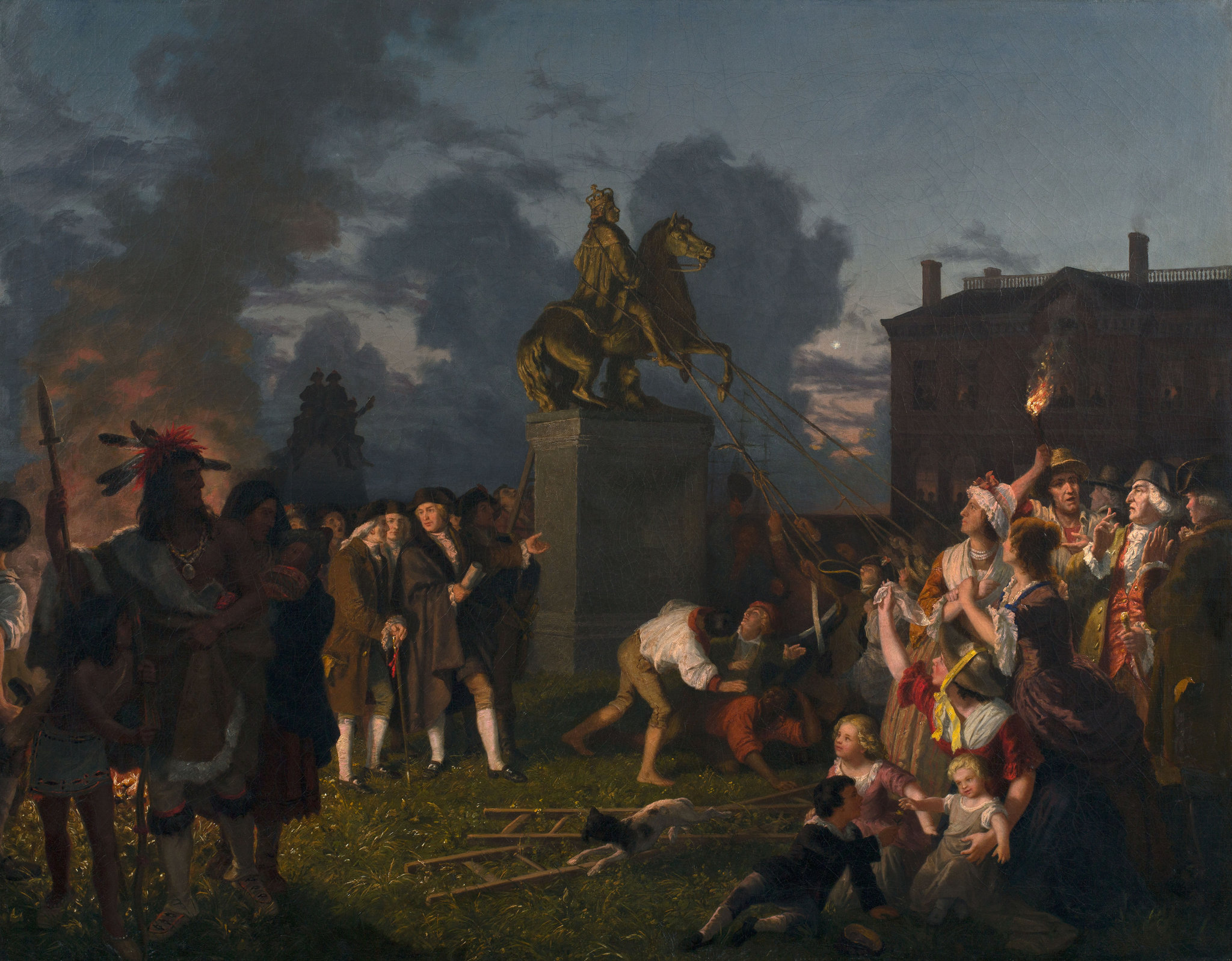
요하네스 아담 사이먼 외르텔의 1859년경 작품 《뉴욕 시의 조지 3세 국왕 동상 철거》는 1776년 7월 9일 뉴욕에서 독립선언서가 낭독된 후 시민들이 조지 3세 국왕 동상을 파괴하는 모습을 묘사한다.

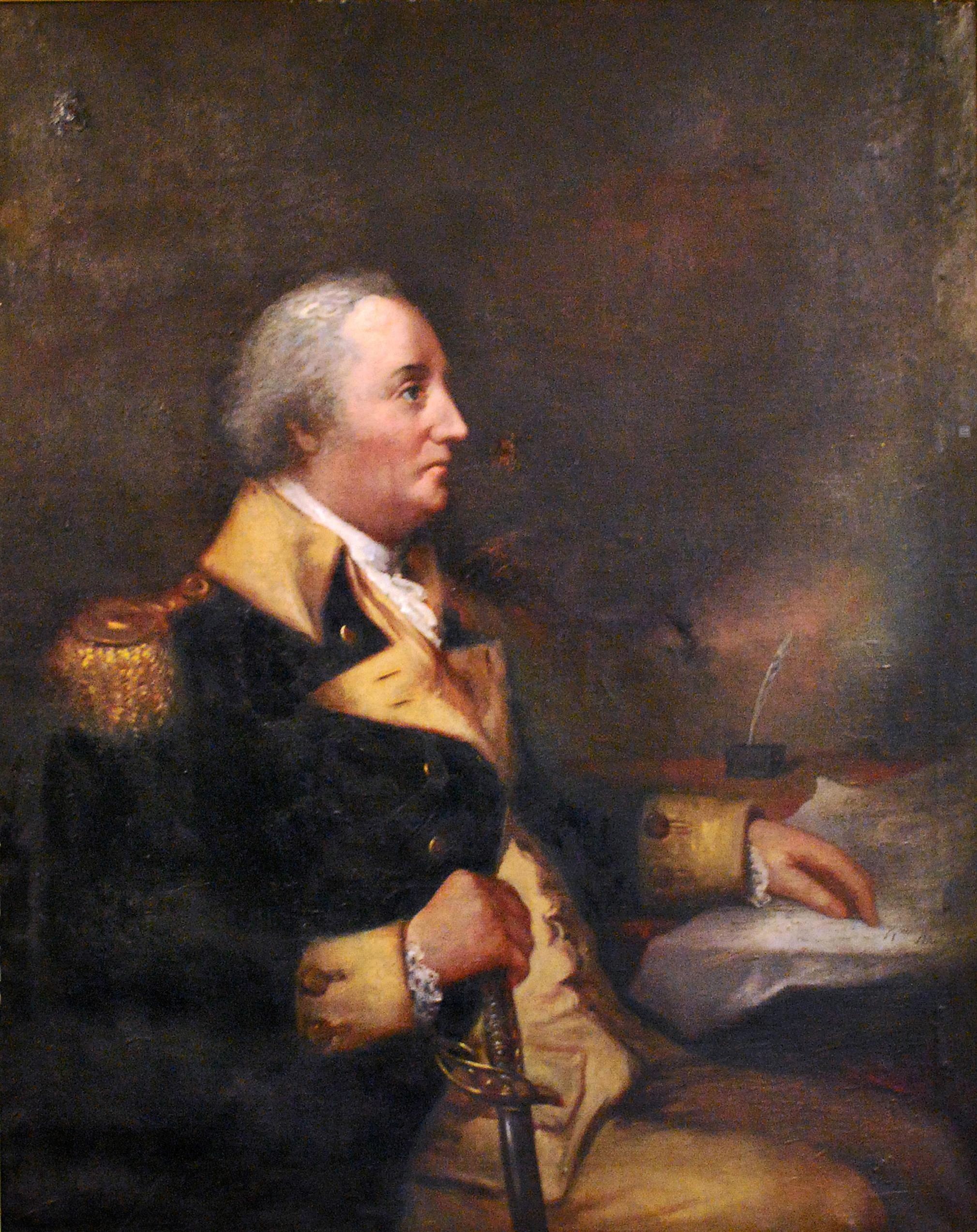
독립선언서 서명자인 윌리엄 휘플은 자신이 노예로 삼았던 사람을 해방시켰는데, 이는 그가 자유를 위해 싸우면서 노예를 소유할 수 없다고 믿었기 때문이다.

제2차 대륙회의가 7월 4일 독립선언서의 최종 문구를 만장일치로 승인한 후, 자필 사본이 몇 블록 떨어진 존 던랩의 인쇄소로 보내졌다. 밤새도록 던랩은 배포를 위해 약 200개의 광보를 인쇄했다. 이 인쇄에 사용된 원본 사본은 분실되었으며, 토머스 제퍼슨의 필체로 된 사본이었을 수도 있다. 문서의 첫 공식 공개 낭독은 7월 8일 정오에 필라델피아(현재 독립기념관 마당에서 존 닉슨이 낭독), 트렌턴 (뉴저지주), 이스턴 (펜실베이니아주) 세 곳에서 동시에 이루어졌다. 독립선언서를 처음 출판한 신문은 7월 6일에 이를 게재한 더 펜실베이니아 이브닝 포스트였다.(p. 156) 독일어 번역본은 7월 9일까지 필라델피아에서 출판되었다.(p. 72) 그 후 13개 식민지 전역에 널리 읽히고 출판되었다.
의회 의장인 존 핸콕은 조지 워싱턴 장군에게 광보를 보내 "군대의 선두에서 가장 적절하다고 생각하는 방식으로" 선포하도록 지시했다.(p. 155) 워싱턴은 7월 9일 뉴욕에서 항구의 영국군 수천 명이 배에 있는 가운데 독립선언서를 부대원들에게 낭독하게 했다. 워싱턴과 의회는 독립선언서가 병사들에게 영감을 주고 다른 이들이 군대에 합류하도록 격려하기를 바랐다.(p. 156) 독립선언서를 들은 많은 도시의 군중들은 왕실 권위를 상징하는 간판이나 동상을 찢어내고 파괴했다. 뉴욕의 조지 왕 기마상은 끌어내려졌고 납은 머스킷 총알을 만드는 데 사용되었다.(pp. 156–157)
영국인들이 독립선언서를 처음 읽은 것 중 하나는 뉴욕 주 스태튼섬의 로즈 앤 크라운 선술집에서 하우 장군 앞에서 이루어졌다고 전해진다. 북미의 영국 관리들은 독립선언서 사본을 영국으로 보냈다.(p. 73) 8월 중순부터 영국 신문에 게재되기 시작했으며, 9월 중순까지 피렌체와 바르샤바에 도달했고, 10월에는 스위스에서 독일어 번역본이 나왔다. 프랑스로 보낸 독립선언서 첫 사본은 분실되었고, 두 번째 사본은 1776년 11월에야 도착했다. 독립선언서 소식은 8월 13일 런던 주재 러시아 임시대리대사 니키타 파닌의 전문을 통해 러시아에 전해졌다. 이 선언은 프랑스 님에서 토머스 제퍼슨을 만났던 브라질 의대생 "벤데크" 호세 조아킴 마이아 이 바르발료에 의해 포르투갈령 아메리카에 도달했다.
스페인-아메리카 당국은 독립선언서의 유통을 금지했지만, 이는 널리 전파되고 번역되었다. 베네수엘라의 마누엘 가르시아 데 세나, 콜롬비아의 미겔 데 폼보, 에콰도르의 비센테 로카푸에르테, 그리고 1821년 칠레의 크리올과 멕시코의 인디언들에게 독립선언서와 미국 헌법을 배포한 뉴잉글랜드 출신 리처드 클리블랜드와 윌리엄 셰일러에 의해서였다. 노스 내각은 독립선언서에 공식적인 답변을 하지 않았지만, 대신 비밀리에 팸플릿 작가 존 린드에게 《미국 의회의 선언에 대한 답변》이라는 제목의 답변을 출판하도록 위촉했다.(p. 75) 영국 토리당원들은 독립선언서의 서명자들이 "삶, 자유, 행복의 추구"라는 동일한 원칙을 아프리카계 미국인들에게 적용하지 않는다고 비난했다. 전 매사추세츠 왕실 총독인 토머스 허친슨도 반박문을 출판했다.(p. 74) 이 팸플릿들은 독립선언서의 다양한 측면에 이의를 제기했다. 허친슨은 미국 혁명이 처음부터 독립을 원했던 몇몇 음모가들의 소행이었으며, 그들이 마침내 다른 충성스러운 식민지 주민들을 반란으로 유도함으로써 이를 달성했다고 주장했다.(pp. 155–156) 린드의 팸플릿에는 제러미 벤담이 작성한 자연권 개념에 대한 익명의 공격이 포함되어 있었는데, 그는 프랑스 혁명 동안 이 주장을 반복했다.(pp. 79–80) 두 팸플릿 모두 의회의 미국 노예 소유주들이 어떻게 자신의 노예를 해방하지 않고 "모든 사람은 평등하게 창조되었다"고 선포할 수 있는지 의문을 제기했다.(pp. 76–77)
전쟁에 참전했던 독립선언서 서명자인 윌리엄 휘플은 자신의 혁명적 이상 때문에 노예 프린스 휘플을 해방시켰다. 그는 자유를 위해 싸우면서 노예를 소유할 수 없다고 믿었기 때문이다. 전후 수십 년 동안 다른 노예 소유주들도 노예를 해방시켰다. 1790년부터 1810년까지 남부 어퍼의 자유 흑인 비율은 흑인 인구의 1% 미만에서 8.3%로 증가했다. 북부 주들은 독립 전쟁이 시작된 직후 노예제를 폐지하기 시작했으며, 1804년까지 모든 주에서 노예제를 폐지했다.
그 후 1776년 11월 말, 주로 뉴욕 출신의 왕당파 547명이 맨해튼의 프라운스 선술집에서 뉴욕 독립 선언에 서명하며 왕실에 대한 충성을 맹세했다.

## 문서의 역사

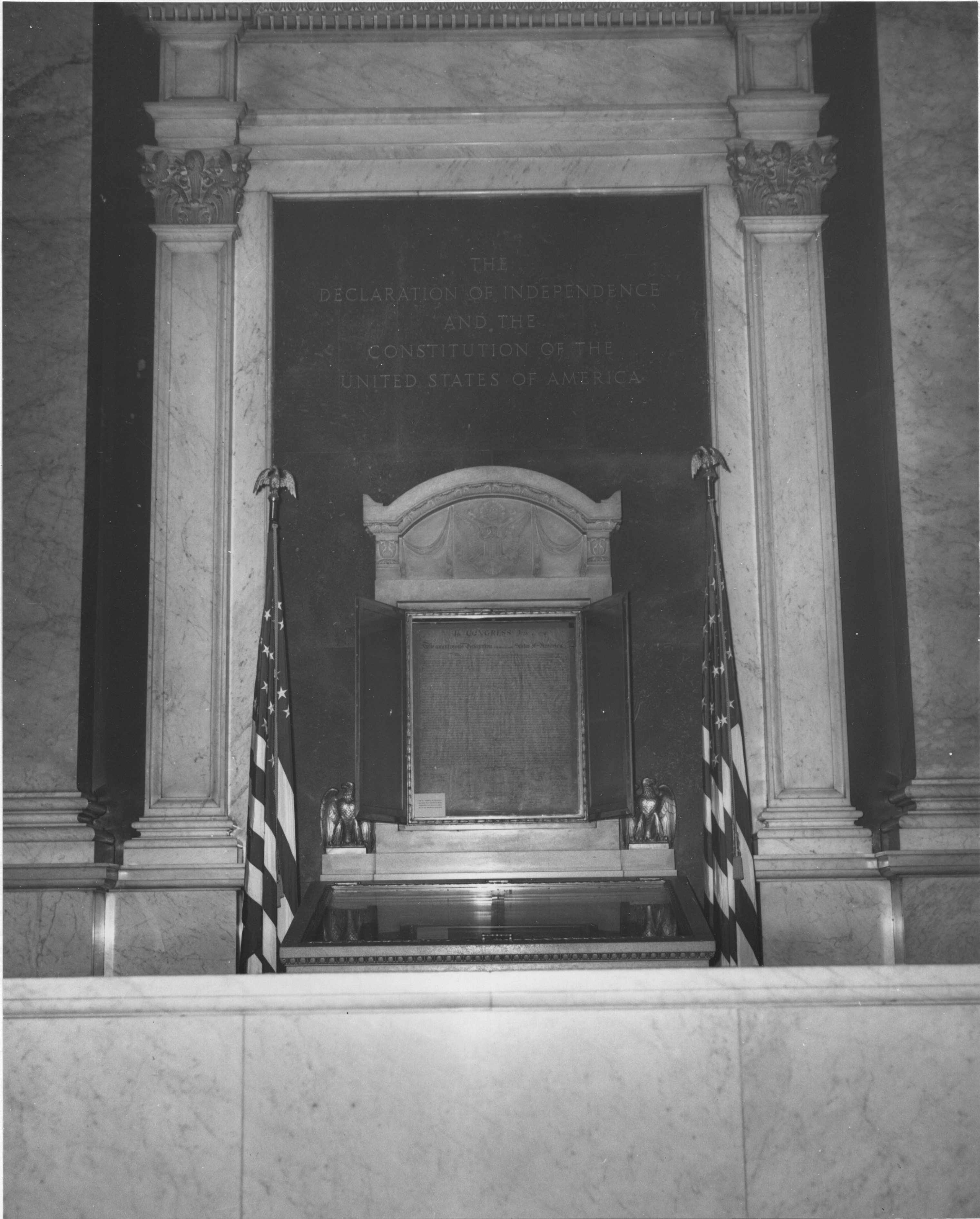
1952년 12월 13일 국립문서기록관리청으로 이전하기 전 미국 의회도서관에 전시된 독립선언서와 헌법

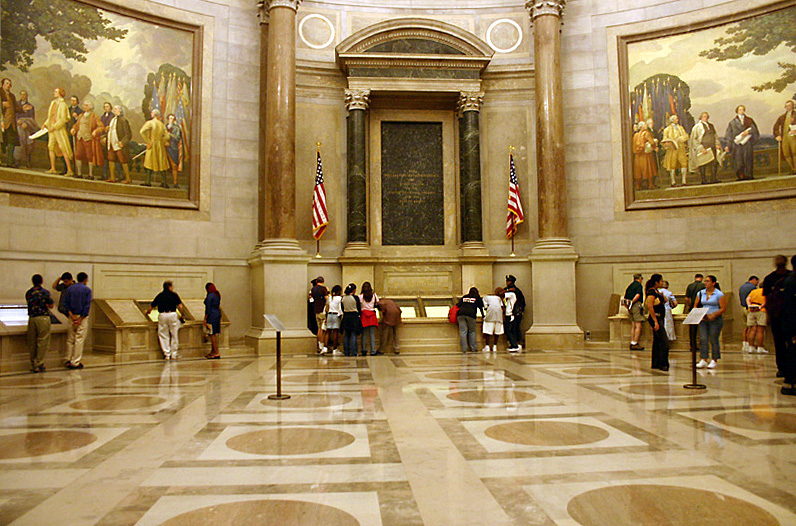
미국 국립문서기록관리청의 자유의 헌장 원형 홀에는 두 개의 배리 포크너 벽화 사이에 원본 미국 독립선언서, 미국의 헌법, 그리고 다른 미국 건국 문서들이 공개 전시되어 있다.

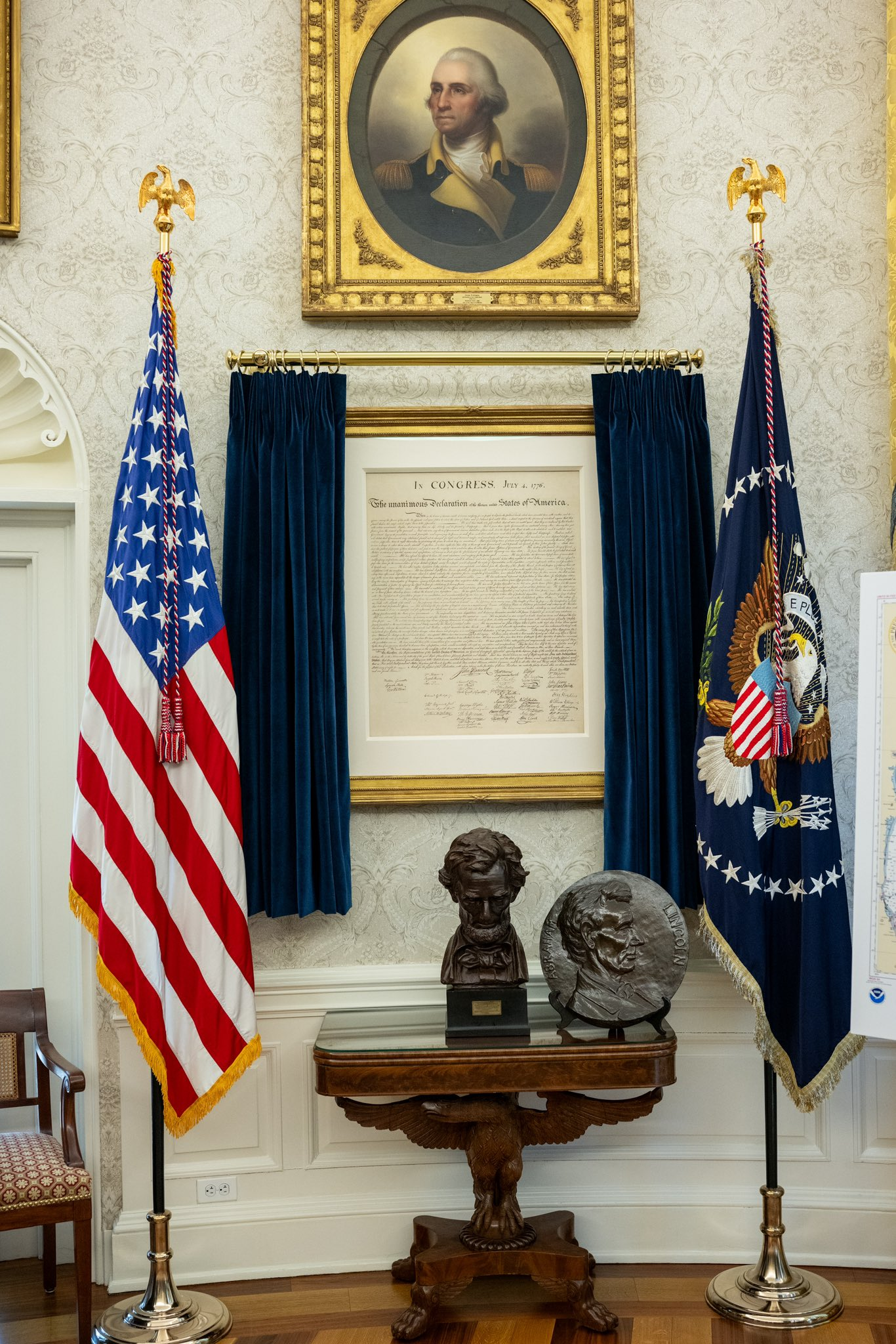
2025년 3월, 도널드 트럼프 대통령은 독립선언서 사본을 오벌 오피스에 걸어달라고 요청했다.

독립선언서의 공식 사본은 토머스 제퍼슨의 감독 하에 1776년 7월 4일 인쇄된 것이었다. 이는 각 주와 군대에 보내졌고, 신문에 널리 재인쇄되었다. 약간 다른 "정서본" (이 글의 상단에 표시된 것)은 나중에 회원들이 서명하기 위해 만들어졌다. 정서본은 21세기에 널리 배포되는 버전이다. 두 버전의 시작 부분이 다르다는 점에 유의해야 한다.
의회에서 서명된 독립선언서 사본은 정서본 또는 양피지 사본으로 알려져 있다. 이 사본은 아마도 서기 티머시 매틀랙이 정서(즉, 정성스럽게 필사)했을 것이다. 1823년에 만들어진 복사본은 19세기 동안 정서본의 보존 상태가 좋지 않았기 때문에 원본 대신 대부분의 현대 복제품의 기초가 되었다. 1921년, 정서된 독립선언서 사본은 미국 국무부에서 미국 의회도서관으로, 미국 헌법과 함께 보관이 이전되었다.
1941년 진주만 공격 이후, 문서들은 안전을 위해 켄터키의 포트 녹스에 있는 미국 금괴 보관소로 옮겨졌고, 1944년까지 그곳에 보관되었다. 1952년, 정서된 선언은 국립문서기록관리청으로 이전되었으며, 현재는 국립문서기록관리청의 "자유의 헌장 원형 홀"에 영구 전시되어 있다.
의회에서 서명되어 국립문서기록관리청에 보존된 문서는 일반적으로 독립선언서로 간주되지만, 역사가 줄리안 P. 보이드는 독립선언서가 마그나 카르타처럼 단일 문서가 아니라고 주장했다. 보이드는 의회가 주문한 인쇄된 광보도 공식 문서로 간주했다. 독립선언서는 7월 4일 밤 필라델피아의 존 던랩이 인쇄한 광보로 처음 출판되었다. 던랩은 약 200개의 광보를 인쇄했으며, 이 중 26개가 현존하는 것으로 알려져 있다. 26번째 사본은 2009년 영국 국립 공문서관에서 발견되었다.
1777년, 의회는 메리 캐서린 고다드에게 던랩 광보와 달리 독립선언서의 서명자들을 나열한 새로운 광보를 인쇄하도록 의뢰했다. 고다드 광보 중 9부가 현재까지 남아 있는 것으로 알려져 있다. 주에서 인쇄한 다양한 광보도 현존하며, 솔로몬 사우스윅 광보 7부가 포함되는데, 그 중 하나는 2015년에 세인트루이스 워싱턴 대학교가 입수했다.
몇몇 초기 독립선언서의 필사본과 초안도 보존되어 있다. 제퍼슨은 만년에 자신이 "원래의 거친 초안"이라고 불렀던 4쪽짜리 초안을 보관했다. 역사가들은 이제 제퍼슨의 거친 초안이 5인 위원회가 의회에 제출하기 전에 사용했던 일련의 초안 중 하나였다는 것을 이해한다. 보이드에 따르면, 제퍼슨의 거친 초안보다 앞선 독립선언서의 첫 번째 "원래" 필사본은 초안 작성 과정에서 분실되거나 파괴되었다. 제퍼슨이 이 초안 이전에 몇 개의 초안을 작성했는지, 그리고 다른 위원회 구성원들이 텍스트에 얼마나 기여했는지는 알려져 있지 않다.
1947년에 보이드는 제퍼슨의 거친 초안보다 앞선 제퍼슨의 필체로 된 초기 초안의 단편을 발견했다. 2018년에 토머스 페인 국립 역사 협회는 독립선언서의 추가 초기 필사 초안인 "셔먼 사본"에 대한 연구 결과를 발표했다. 이는 존 애덤스가 5인 위원회 위원인 로저 셔먼과 벤저민 프랭클린의 초기 검토를 위해 분실된 원본 초안을 베낀 것이다. "아마도 시작..."이라는 문구, 텍스트의 초기 상태, 그리고 이 문서가 급하게 작성된 방식은 이 초안이 매사추세츠 역사 학회 소장된 깨끗한 애덤스 사본과 제퍼슨의 "거친 초안"보다 시간적으로 더 이전임을 나타낸다. 의회 전체에서 텍스트가 확정된 후, 제퍼슨과 애덤스는 초안 사본을 친구들에게 보내며 원본 초안과의 차이점을 기록했다.
작성 과정에서 제퍼슨은 거친 초안을 애덤스와 프랭클린에게, 그리고 아마도 다른 작성 위원회 구성원들에게 보여주었으며, 그들은 몇 가지 변경 사항을 추가했다. 예를 들어 프랭클린은 제퍼슨의 원래 문구인 "우리는 이 진리들이 신성하고 부인할 수 없다고 생각한다"를 "우리는 이 진리들이 자명하다고 생각한다"로 변경하는 데 책임이 있었을 수 있다.:1:427–28 제퍼슨은 이러한 변경 사항을 위원회 이름으로 의회에 제출된 사본에 포함시켰다. 6월 28일 의회에 제출된 사본은 분실되었으며 아마도 인쇄 과정에서 파괴되었거나, 또는 의회의 비밀 유지 규칙에 따라 토론 중에 파괴되었을 수 있다.
2017년 4월 21일, 영국 치체스터의 웨스트 서식스주 의회 문서 보관소에서 두 번째 정서본이 발견되었다고 발표되었다. 발견자들이 "서식스 선언"이라고 명명한 이 문서는 국립문서기록관리청 사본(발견자들이 "매틀랙 선언"이라고 부름)과 달리 서명이 주별로 분류되어 있지 않다. 이 문서가 어떻게 영국에 오게 되었는지는 아직 알려지지 않았지만, 발견자들은 서명의 무작위성이 서명자인 제임스 윌슨과 관련이 있음을 시사한다고 믿는다. 윌슨은 선언이 주가 아니라 모든 국민에 의해 이루어졌다고 강력히 주장했다.
수년간의 유해한 조명 노출로 인해 원본 독립선언서 문서의 잉크는 1876년까지 많이 바랬다.
도널드 트럼프 대통령의 요청에 따라, 2025년 3월에 독립선언서 사본이 오벌 오피스에 걸렸다.

## 유산
독립선언서는 미국 독립 혁명 직후에는 거의 주목받지 못했는데, 이는 미국의 독립을 선포하는 본래의 목적을 달성했기 때문이다.(pp. 87–88)(pp. 162, 168–169) 초기 독립기념일 축제는 독립선언서를 거의 언급하지 않았으며, 초기 혁명 역사서들도 마찬가지였다. 독립을 선언하는 행위는 중요하게 여겨졌지만, 그 행위를 알리는 텍스트 자체는 거의 주목받지 못했다.(p. 160) 독립선언서는 미국 헌법에 대한 논쟁 중에는 거의 언급되지 않았으며, 그 문구는 해당 문서에 통합되지도 않았다.(p. 92) 조지 메이슨의 버지니아 권리 장전 초안이 더 영향력이 있었으며, 그 문구는 제퍼슨의 문구보다 주 헌법과 주 권리 장전에 더 자주 반영되었다.(p. 90)(pp. 165–167) "이 문서들 중 어느 것도 독립선언서가 미국 정치 원칙의 고전적인 진술로 사람들의 마음에 살아있었다는 증거는 전혀 없다"고 폴린 메이어는 썼다.(p. 167)

### 국제 사회의 영향
프랑스 혁명의 많은 지도자들은 독립선언서를 존경했지만(p. 167) 새로운 미국 주 헌법에도 관심을 가졌다.(p. 82) 프랑스 인간과 시민의 권리선언 (1789)의 영감과 내용은 주로 미국 독립 혁명의 이상에서 비롯되었다. 라파예트는 파리에서 친구 토머스 제퍼슨과 긴밀히 협력하여 주요 초안을 작성했다. 이는 조지 메이슨의 버지니아 권리 장전에서도 언어를 차용했다. 이 선언은 또한 러시아 제국에도 영향을 미쳤으며, 특히 데카브리스트의 난과 다른 러시아 사상가들에게 영향을 주었다.
역사가 데이비드 아미티지에 따르면, 독립선언서는 국제적으로 영향력이 있었지만, 인권 선언으로서가 아니라 새로운 국가의 탄생을 알리는 새로운 장르의 독립 선언으로서였다고 주장한다. 아미티지는 독립선언서가 새로운 국가의 탄생을 알리는 새로운 장르의 독립 선언 중 첫 번째였다고 주장한다. 다른 프랑스 지도자들은 독립선언서의 본문 자체에 직접적인 영향을 받았다. 1790년 플랑드르주 선언이 독립선언서의 첫 해외 파생작이며,(p. 113) 다른 예로는 베네수엘라 독립선언 (1811년), 라이베리아 독립선언 (1847년), 아메리카 연합국의 탈퇴 선언 (1860–61년), 그리고 베트남 독립 선언 (1945년)이 있다.(pp. 120–135) 이러한 선언들은 원본의 정치 철학을 반드시 지지하지는 않으면서도, 새로운 국가의 독립을 선언한다는 점에서 미국 독립선언서의 영향을 받았다.(pp. 104,113)
다른 나라들은 독립선언서를 영감의 원천으로 삼거나 그 일부를 직접적으로 베꼈다. 여기에는 아이티 혁명 중 1804년 1월의 아이티 선언, 1811년의 누에바 그라나다 연합주, 1816년의 아르헨티나 독립선언, 1818년의 칠레 독립선언, 1821년의 코스타리카, 1821년의 엘살바도르, 1821년의 과테말라, 1821년의 온두라스, 1821년의 멕시코, 1821년의 니카라과, 1821년의 페루, 1825년의 볼리비아 독립 전쟁, 1825년의 우루과이, 1830년의 에콰도르, 1831년의 콜롬비아, 1842년의 파라과이, 1844년의 도미니카 공화국, 1836년 3월의 텍사스 독립 선언, 1836년 11월의 캘리포니아 공화국, 1849년의 헝가리 독립선언, 1835년의 뉴질랜드 독립선언서, 그리고 1918년 워싱턴 D.C.에서 거츤 보글럼이 초안 작성에 참여하여 작성된 체코슬로바키아 독립선언이 포함된다. 로디지아 독립 선언도 미국 독립 선언에 기반을 두고 있으며, 1965년 11월에 비준되었지만, "모든 사람은 평등하게 창조되었다"와 "피통치자의 동의"라는 문구는 생략되었다. 1860년 12월의 사우스캐롤라이나 분리 선언 또한 미국 독립선언서를 언급하지만, "모든 사람은 평등하게 창조되었다"와 "피통치자의 동의"에 대한 언급은 생략했다.

### 관심의 부활
독립선언서에 대한 관심은 1790년대 미국 최초의 정당의 출현과 함께 부활했다. 1780년대 내내 독립선언서를 누가 작성했는지 아는 미국인은 거의 없었고 관심도 없었다. 그러나 다음 10년 동안 제퍼슨주의 공화당원들은 독립선언서의 중요성과 제퍼슨을 그 저자로 홍보함으로써 경쟁 상대인 연방당보다 정치적 우위를 점하려고 했다.(pp. 168–171) 연방당원들은 제퍼슨의 저자성이나 독창성에 의문을 제기하고, 독립은 의회 전체가 선언했으며 제퍼슨은 초안 작성 위원회 구성원 중 한 명일 뿐임을 강조하며 대응했다. 연방당원들은 연방당원인 존 애덤스가 큰 역할을 한 의회의 독립 선언 행위가 이를 알리는 문서보다 더 중요하다고 주장했다.(p. 171) 그러나 이러한 견해는 연방당 자체와 마찬가지로 사라졌고, 얼마 지나지 않아 독립을 선언하는 행위는 문서와 동의어가 되었다.
독립선언서에 대한 덜 당파적인 평가는 미영 전쟁 이후 몇 년 동안, 성장하는 미국 국민주의와 혁명의 역사에 대한 새로운 관심 덕분에 나타났다.(pp. 571–572)(pp. 175–178) 1817년, 의회는 존 트럼불의 유명한 그림인 서명자들의 초상화를 의뢰했고, 이는 국회의사당에 설치되기 전에 많은 군중에게 전시되었다.(p. 572)(p. 175) 독립선언서의 초기 기념 인쇄본도 이때 나타났는데, 많은 미국인들에게 서명된 문서를 처음으로 보여주었다.(p. 572)(pp. 175–176) 서명자들의 집단 전기(傳記)는 1820년대에 처음 출판되었는데,(p. 176) 이는 개리 윌스가 "서명자 숭배"라고 부른 현상을 탄생시켰다. 그 후 몇 년 동안 문서의 작성과 서명에 관한 많은 이야기가 처음으로 출판되었다.
독립선언서에 대한 관심이 부활했을 때, 1776년에 가장 중요했던 부분들은 더 이상 관련이 없었다: 미국의 독립 선포와 조지 왕에 대한 불만. 그러나 두 번째 문단은 전쟁이 끝난 후에도 자명한 진리와 양도할 수 없는 권리에 대한 이야기로 오랫동안 적용 가능했다.(p. 93) 18세기 이후 자연법의 정체성은 과거에 보였던 자연, 신, 또는 인간 본성의 법칙에 비해 정치적, 도덕적 규범으로의 중요성이 증가하고 있다. 헌법과 권리장전은 권리와 평등에 대한 광범위한 진술이 부족했으며, 불만을 가진 집단의 옹호자들은 독립선언서에서 지지를 찾았다.(pp. 196–197) 1820년대부터 노동자, 농민, 여성 및 다른 집단의 권리를 선포하기 위해 독립선언서의 변형들이 발표되었다.(p. 197) 예를 들어, 1848년 여성 인권 옹호자들의 세네카 폴스 대회는 "모든 남성과 여성은 평등하게 창조되었다"고 선언했다.(p. 197)(p. 95)

### 존 트럼불의 독립선언 (1817–1826)

존 트럼불의 유명한 1818년 초상화는 종종 독립선언서 서명을 묘사한 것으로 알려져 있지만, 실제로는 5인 위원회가 1776년 6월 28일 제2차 대륙회의에 초안을 제출하는 장면을 보여준다.

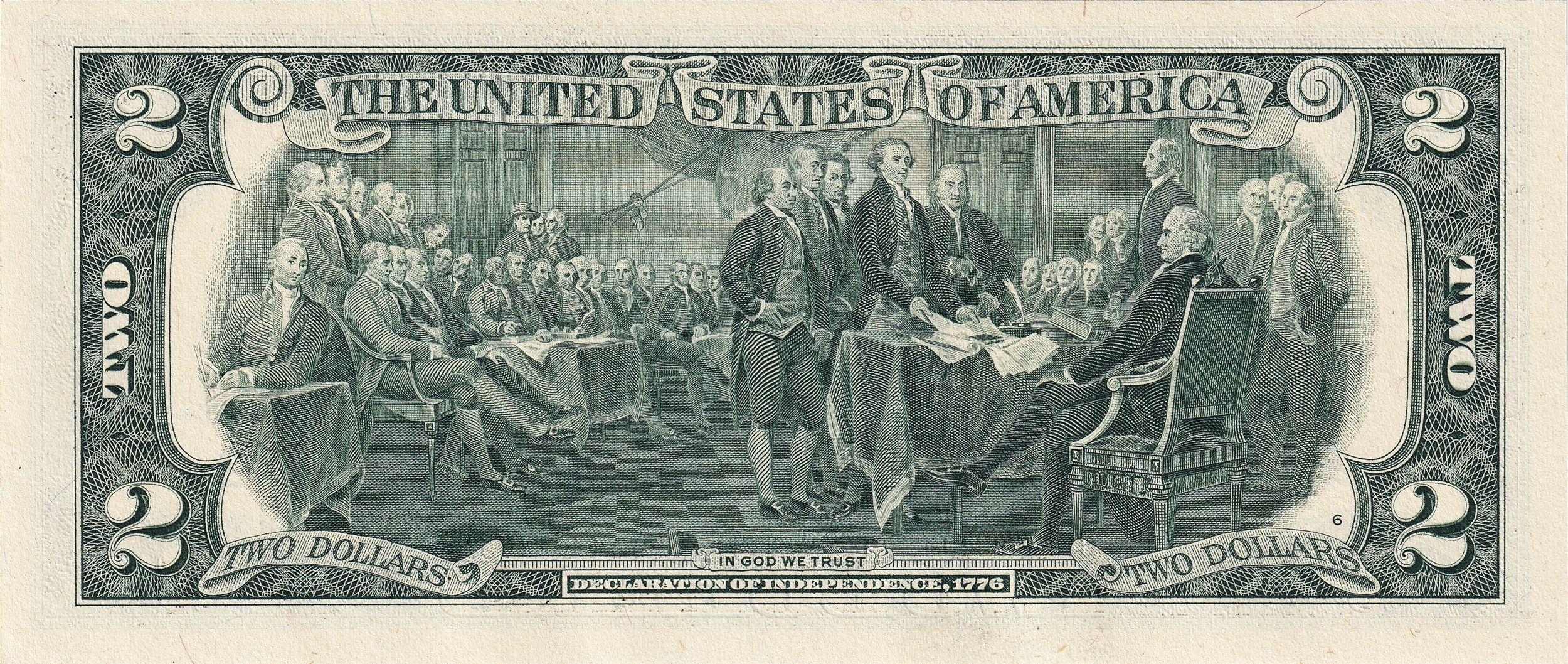
미국 2달러 지폐의 뒷면

존 트럼불의 회화 《독립선언》은 독립선언서에 대한 대중적 인식에 중요한 역할을 했다. 이 그림은 12-by-18-피트 (3.7 by 5.5 m) 크기로, 1817년 미국 의회의 의뢰로 제작되었으며, 1826년부터 미국 국회의사당 원형 홀에 걸려 있다. 이 그림은 때때로 독립선언서 서명을 묘사한 것으로 설명되지만, 실제로는 5인 위원회가 1776년 6월 28일 제2차 대륙회의에 독립선언서 초안을 제출하는 장면을 보여주며, 서명은 나중에 이루어졌다.
트럼불은 가능한 한 실제 인물들을 모델로 그렸지만, 일부는 사망했거나 이미지를 찾을 수 없었기 때문에 그림에는 독립선언서의 모든 서명자들이 포함되어 있지 않다. 한 인물은 초안 작성에 참여했지만 최종 문서에는 서명하지 않았다. 또 다른 인물은 서명을 거부했다. 사실, 제2차 대륙회의의 구성원은 시간이 지남에 따라 변했으며, 그림 속 인물들은 동시에 같은 방에 있었던 적이 없다. 그러나 이 그림은 필라델피아 독립역사공원의 중심인 독립기념관 (미국)의 방을 정확하게 묘사하고 있다.
트럼불의 그림은 미국 화폐와 우표에 여러 번 묘사되었다. 첫 사용은 1863년에 발행된 100달러 국립은행권의 뒷면에 있었다. 몇 년 후, 은행권 인쇄에 사용된 강철 동판화는 1869년 풍경판 발행의 일부로 발행된 24센트 우표를 제작하는 데 사용되었다. 서명 장면의 각인은 1976년부터 미국 2달러 지폐의 뒷면에 사용되고 있다.

### 노예제와 독립선언
"모든 사람은 평등하게 창조되었다"는 주장과 미국의 노예제 존재 사이의 명백한 모순은 독립선언서가 처음 출판되었을 때 논란을 불러일으켰다. 많은 건국의 아버지들은 자연적 평등이라는 진술과 노예 제도 간의 양립 불가능성을 이해했지만, 계속해서 "인권"을 누렸다. 제퍼슨은 그의 초기 거친 독립선언서 초안에 노예 무역의 악을 강력히 규탄하고, 조지 3세 국왕이 식민지에 노예 무역을 강요한 것을 규탄하는 단락을 포함했지만, 이 단락은 최종 버전에서 삭제되었다.(pp. 146–150)
그는 인간 본성 그 자체에 잔혹한 전쟁을 벌였고, 자신에게 전혀 해를 끼치지 않은 멀리 떨어진 사람들의 생명과 자유라는 가장 신성한 권리를 침해했으며, 그들을 붙잡아 다른 반구로 노예로 끌고 가거나 그곳으로 운송되는 동안 비참한 죽음을 맞게 했다. 이 해적 행위, 불신 세력의 수치스러운 행위는 그레이트브리튼의 기독교 왕의 전쟁 방식이다. 그는 사람들을 사고파는 시장을 계속 열어두기로 결심하고, 이 끔찍한 상업을 금지하거나 제한하려는 모든 입법 시도를 그의 거부권으로 더럽혔다. 그리고 이 모든 공포의 집합체가 특별한 성격을 띠지 않도록, 그는 이제 바로 그 사람들을 우리 가운데 무장 봉기하도록 선동하고, 그가 빼앗았던 자유를 얻도록 하며, 그가 또한 강요했던 사람들을 살해하도록 부추긴다. 그리하여 한 민족의 자유에 대한 이전 범죄를 다른 민족의 생명에 대한 범죄로 갚는 것이다. 
제퍼슨 자신은 저명한 버지니아주 노예 소유주였으며, 몬티셀로 농장에 6백 명의 노예를 소유하고 있었다. 이러한 모순에 대해 영국의 노예 제도 폐지론자 토머스 데이는 1776년 편지에서 "자연에서 진정 우스꽝스러운 대상이 있다면, 그것은 한 손으로는 독립 결의안에 서명하고 다른 손으로는 두려움에 질린 노예들에게 채찍을 휘두르는 미국인 애국자이다"라고 썼다. 아프리카계 미국인 작가 레뮤엘 헤인즈는 그의 에세이 "Liberty Further Extended"에서 유사한 견해를 표명하며 "자유는 흑인에게 백인에게 만큼이나 소중하다"고 썼다.
19세기에 독립선언서는 노예 제도 폐지 운동에 특별한 의미를 갖게 되었다. 역사가 버트럼 와이엇-브라운은 "노예 제도 폐지론자들은 독립선언서를 신학적 문서이자 정치적 문서로 해석하는 경향이 있었다"고 썼다. 노예 제도 폐지 운동 지도자 벤저민 런디와 윌리엄 로이드 개리슨은 "성경과 독립선언서"라는 "두 개의 바위"를 자신들의 철학의 기초로 삼았다. 그는 "우리 땅에 독립선언서나 성경이 단 한 권이라도 남아 있는 한, 우리는 절망하지 않을 것"이라고 썼다. 개리슨과 같은 급진적인 노예 제도 폐지론자들에게 독립선언서에서 가장 중요한 부분은 혁명의 권리에 대한 주장이었다. 개리슨은 헌법 하의 정부를 파괴하고, 독립선언서의 원칙에 헌신하는 새로운 국가를 만들 것을 촉구했다.(pp. 198–199)
1852년 7월 5일, 프레더릭 더글러스는 "노예에게 독립기념일은 무엇인가?"라는 질문을 던지는 연설을 했다.
미국에 추가적인 노예주를 허용할지 여부에 대한 논란의 여지가 있는 질문은 독립선언서의 위상이 높아짐에 따라 제기되었다. 노예제와 독립선언서에 대한 첫 번째 주요 공개 토론은 1819년부터 1821년까지의 미주리 논쟁 중에 일어났다. 반노예제 의원들은 독립선언서의 문구가 미국 건국의 아버지들이 원칙적으로 노예제에 반대했음을 나타내므로, 새로운 노예주를 국가에 추가해서는 안 된다고 주장했다.(p. 604) 노스캐롤라이나의 너새니얼 메이컨 상원 의원이 이끄는 노예제 찬성 의원들은 독립선언서가 헌법의 일부가 아니므로 이 문제와는 관련이 없다고 주장했다.(p. 605)
노예 제도 폐지 운동이 탄력을 받으면서, 존 랜돌프와 존 캘훈과 같은 노예 제도 옹호자들은 독립선언서의 "모든 사람은 평등하게 창조되었다"는 주장이 거짓이거나, 적어도 흑인에게는 적용되지 않는다고 주장해야 할 필요성을 느꼈다.(p. 199)(p. 246) 예를 들어 1853년 캔자스 네브래스카 법에 대한 논쟁 중에 인디애나 상원의원 존 페팃은 "모든 사람은 평등하게 창조되었다"는 진술이 "자명한 진리"가 아니라 "자명한 거짓말"이라고 주장했다.(p. 200) 캔자스 네브래스카 법에 반대하는 새먼 P. 체이스와 벤저민 웨이드를 포함한 이들은 독립선언서와 그들이 본 노예 제도 반대 원칙을 옹호했다.(pp. 200–201)

### 존 브라운의 자유 선언
하퍼스페리 습격을 준비하면서, 프레더릭 더글러스가 미국의 노예제의 종말의 시작이라고 말한 것처럼,:27–28 노예 제도 폐지론자 존 브라운은 임시 헌법 사본 여러 개를 인쇄했다. 16개월 후 분리주의 주들이 아메리카 연합국을 창설했을 때, 그들은 1년 이상 임시 헌법에 따라 운영되었다. 이 헌법은 그가 애팔래치아산맥에 세우려던 준국가의 세 가지 정부 기관을 개략적으로 설명한다. 이 헌법은 언론에 널리 재현되었고, 메이슨 보고서(존 브라운의 반란에 대한 상원 특별 위원회 보고서)에 전문이 실렸다.
브라운은 그것을 인쇄하지 않았고, 1859년 7월 4일자 그의 자유 선언은 케네디 농장에 있던 그의 서류들 사이에서 발견되었다.:330–331 그것은 천에 붙여진 종이 시트에 작성되어 말아 올릴 수 있었고, 발견되었을 때 말려 있었다. 글씨는 오언 브라운의 것인데, 그는 종종 아버지의 필경사 역할을 했다.
73년 전 미국 독립선언서의 어휘, 구두점, 대문자 사용을 모방한 2000단어의 이 문서는 다음과 같이 시작한다:
1859년 7월 4일

노예 인구 [sic]의 대표자들이 발표한 자유 선언, 미합중국

인간사에 있어, 억압받는 민족이 일어서서 인간으로서, 자유 공화국의 본토적이고 상호적인 시민으로서 자신들의 자연권을 주장하고, 동포들이 부당하게 그들에게 가한 증오스러운 압제의 멍에를 부수고, 자연법과 자연의 신이 그들에게 부여한 것과 동일한 평등한 특권을 세상의 권력들 사이에서 행사하는 것이 필요해질 때; 인류의 의견에 대한 적절한 존중은 그들이 이러한 정당하고 가치 있는 행동을 촉구하는 원인들을 선언할 것을 요구한다.

우리는 이러한 진리들이 자명하다고 생각한다. 모든 사람은 평등하게 창조되었다는 것; 그들은 창조주로부터 특정한 양도할 수 없는 권리를 부여받았다는 것. 그 권리들 중에는 생명, 자유, 그리고 행복의 추구가 있다는 것. 자연은 모든 사람에게 공기, 물, 그리고 땅이라는 풍부한 공급을 그들의 생계와 상호 행복을 위해 자유롭게 주었다는 것. 어떤 사람도 범죄 처벌의 경우를 제외하고는 동포의 이러한 고유한 권리를 박탈할 권리가 없다는 것. 이러한 권리를 보장하기 위해 정부가 사람들 사이에 수립되며, 그 정당한 권력은 피통치자의 동의로부터 유래한다는 것. 어떤 형태의 정부라도 이러한 목적에 파괴적이 될 때, 국민은 그것을 변경, 수정, 또는 재구성할 권리가 있으며, 인류의 안전과 행복을 가장 효과적으로 이룰 수 있을 것으로 보이는 원칙에 기초를 두고 그러한 형태로 권력을 조직한다는 것.

이 문서는 공개 낭독을 의도했지만, 하퍼스페리 습격이 시작된 날 임시 헌법을 큰 소리로 읽었음에도 불구하고, 브라운이 그렇게 한 적은 없는 것으로 알려져 있다.:74 미국 독립 혁명의 역사를 잘 알고 있었던 그는 반란이 시작된 후에 독립선언서를 큰 소리로 읽었을 것이다. 이 문서는 1894년에 출판되었고, 그 중요성을 깨닫지 못한 누군가에 의해 문서 부록에 묻혔다.:637–643 대부분의 존 브라운 연구에서는 빠져 있지만 전부는 아니다.:69–73

### 링컨과 독립선언

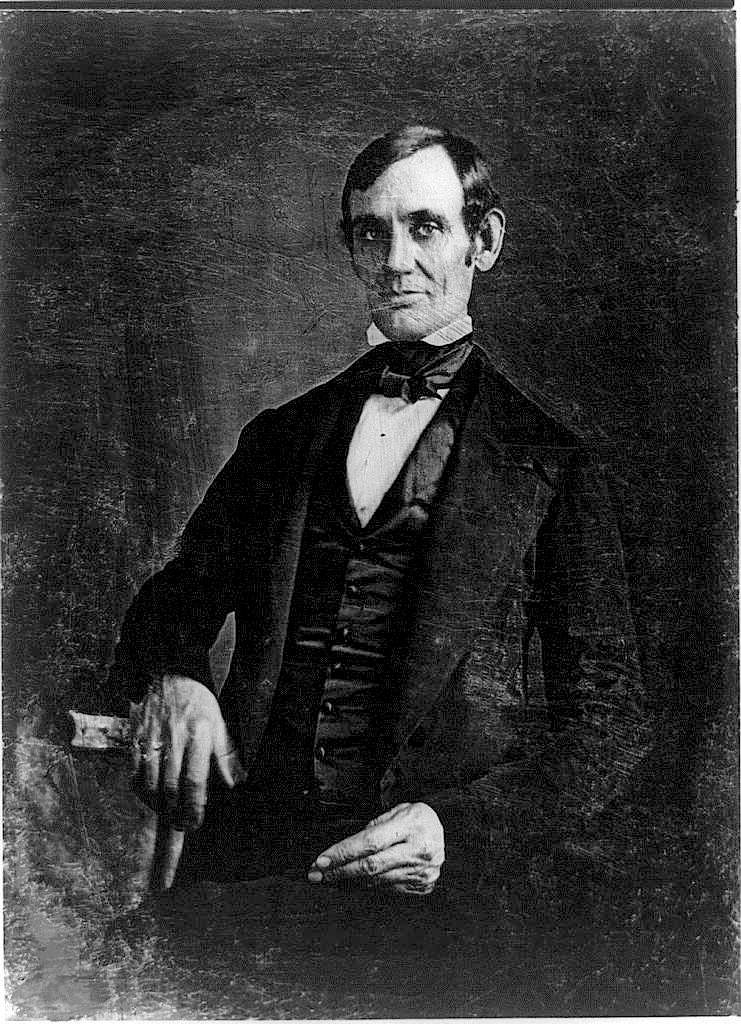
당시 미국 국회의원이었던 에이브러햄 링컨. 그는 독립선언서가 미국 독립 혁명의 가장 고귀한 원칙을 표현한다고 믿었다. 1846년.

독립선언서와 노예제도의 관계는 1854년 건국의 아버지들을 숭배했던 무명의 전 국회의원 에이브러햄 링컨에 의해 다시 논의되었다.(pp. 201–202) 링컨은 독립선언서가 미국 독립 혁명의 가장 고귀한 원칙을 표현했으며, 건국의 아버지들은 궁극적으로 노예제가 소멸될 것이라는 기대를 가지고 노예제를 용인했다고 생각했다.(p. 126) 링컨은 미국이 캔자스 네브래스카 법에서 노예제 확장을 합법화하는 것은 혁명의 원칙을 부인하는 것이라고 생각했다. 1854년 10월 그의 피오리아 연설에서 링컨은 다음과 같이 말했다.
거의 80년 전 우리는 모든 사람이 평등하게 창조되었다고 선언하면서 시작했다. 그러나 이제 그 시작점에서 우리는 다른 선언으로 전락했다. 즉, 어떤 사람들에게 다른 사람들을 노예로 만드는 것은 "자유로운 자기 통치의 신성한 권리"라는 것이다. ... 우리의 공화국 옷은 더러워지고 먼지에 끌렸다. ... 정화하자. 독립선언서를 재채택하고, 그에 조화되는 관행과 정책을 재채택하자. ... 이렇게 한다면 우리는 연합을 구했을 뿐만 아니라, 그것을 구하고 유지하여 영원히 구원의 가치를 지니게 할 것이다.(pp. 126–127)
독립선언서의 의미는 1858년 링컨과 스티븐 더글러스 간의 유명한 논쟁에서 반복되는 주제였다. 더글러스는 독립선언서에 나오는 "모든 사람은 평등하게 창조되었다"는 문구가 백인 남성만을 지칭한다고 주장했다. 그는 독립선언서의 목적은 단순히 미국의 독립을 정당화하는 것이었을 뿐, 어떤 "열등하거나 타락한 인종"의 평등을 선포하는 것이 아니었다고 말했다.(p. 204) 그러나 링컨은 독립선언서의 문구가 의도적으로 보편적이며, 미국 공화국이 지향해야 할 높은 도덕적 기준을 제시한다고 생각했다. 그는 "나는 선언이 모든 사람의 상태를 어디서든 점진적으로 개선하는 것을 예상했다고 생각했다"고 말했다.(pp. 204–205) 1858년 10월 15일 일리노이주 앨턴에서 스티븐 더글러스와의 일곱 번째이자 마지막 공동 토론에서 링컨은 선언에 대해 다음과 같이 말했다.
나는 그 주목할 만한 문서의 저자들이 모든 사람을 포함하려고 의도했지만, 모든 사람이 모든 면에서 평등하다고 선언하려는 의도는 아니었다고 생각한다. 그들은 모든 사람이 색깔, 크기, 지능, 도덕적 발달, 사회적 능력에서 평등하다고 말하려는 의도는 아니었다. 그들은 그들이 모든 사람이 평등하게 창조되었다고 간주한 것이 무엇인지, 즉 "생명, 자유, 행복의 추구라는 특정 양도할 수 없는 권리"에서 평등하다는 것을 비교적 명확하게 정의했다. 그들은 이것을 말했고, 이것을 의도했다. 그들은 모든 사람이 그때 실제로 그 평등을 누리고 있었거나, 또는 그들이 즉시 그들에게 그 혜택을 부여하려고 했다는 명백한 거짓을 주장하려는 의도는 아니었다. 사실, 그들에게는 그러한 혜택을 부여할 힘이 없었다. 그들은 단순히 권리를 선언함으로써, 상황이 허락하는 한 그 권리의 강제가 뒤따를 수 있도록 의도했다. 그들은 모든 사람에게 익숙하고, 끊임없이 지향하며, 끊임없이 노력해야 하며, 비록 결코 완벽하게 달성되지 못하더라도, 끊임없이 접근함으로써 그 영향력을 끊임없이 확산시키고 심화시키며, 모든 인종, 모든 지역에 있는 모든 사람들의 삶의 행복과 가치를 증진시키는 자유 사회를 위한 표준적인 격언을 세우려고 했다.
폴린 메이어에 따르면 더글러스의 해석이 역사적으로 더 정확했지만, 링컨의 견해가 궁극적으로 우세했다. "링컨의 손에 의해," 메이어는 썼다, "독립선언서는 무엇보다도 '시간이 지남에 따라 실현되어야 할 목표들의 집합'을 가진 살아있는 문서가 되었다."(p. 207)
[흑인]이 독립선언서에 열거된 모든 자연권, 즉 생명, 자유, 행복 추구의 권리를 누릴 자격이 없어야 할 세상의 이유는 없다. 나는 그가 백인만큼이나 이러한 권리를 누릴 자격이 있다고 생각한다.
대니얼 웹스터, 제임스 윌슨, 조지프 스토리에 앞서 링컨은 독립선언서가 미국의 건국 문서이며, 이것이 선언서 채택 후 10년 이상 지나 비준된 헌법을 해석하는 데 중요한 의미를 지닌다고 주장했다.(pp. 129–131) 헌법은 "평등"이라는 단어를 사용하지 않았지만, 링컨은 "모든 사람은 평등하게 창조되었다"는 개념이 국가의 건국 원칙의 일부로 남아 있다고 믿었다.(p. 145) 그는 1863년 게티즈버그 연설의 첫 문장에서 1776년을 언급하며 이 신념을 유명하게 표현했다: "87년 전, 우리 선조들은 이 대륙에 자유 속에서 잉태되고 모든 사람이 평등하게 창조되었다는 명제에 헌신하는 새로운 국가를 세웠습니다."
링컨의 독립선언서에 대한 견해는 헌법 해석의 도덕적 지침으로 영향력을 얻었다. 1992년 개리 윌스는 "이제 대부분의 사람들에게 독립선언서는 링컨이 우리에게 말했듯이, 헌법 자체를 전복시키지 않고도 헌법을 바로잡는 방법으로서의 의미를 지닌다"고 썼다.(p. 147) 해리 V. 재파와 같은 링컨의 숭배자들은 이러한 발전을 칭찬했다. 윌모어 켄달과 멜 브래드포드와 같은 링컨 비판론자들은 링컨이 독립선언서를 헌법에 포함시켜 국가 정부의 범위를 위험하게 확장하고 주권을 침해했다고 주장했다.(pp. 39, 145–146)

### 여성 참정권과 독립선언

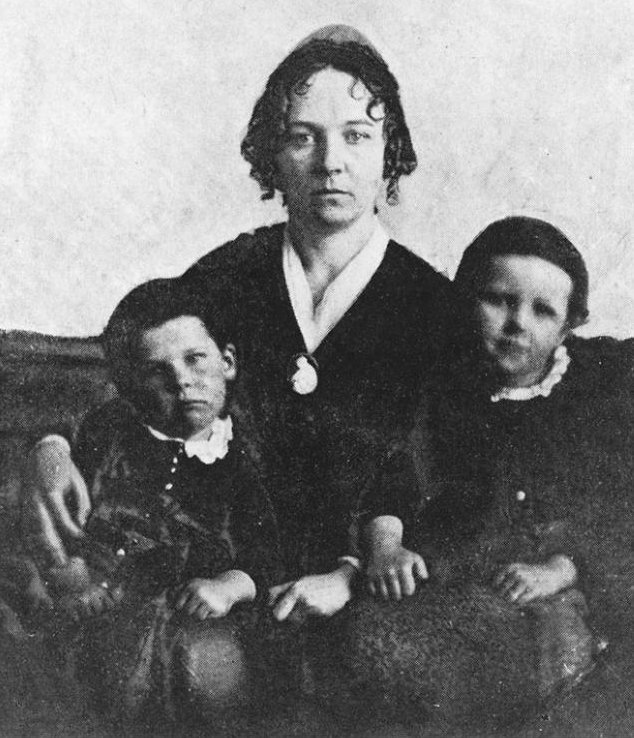
1848년의 엘리자베스 케이디 스탠턴과 그녀의 두 아들

1848년 7월, 뉴욕주 세네카폴스에서 최초의 여성 인권 대회인 세네카 폴스 대회가 열렸다. 이 대회는 엘리자베스 케이디 스탠턴, 루크리셔 모트, 메리 앤 매클린톡, 그리고 제인 헌트가 조직했다. 그들은 자신들의 "감성 선언"을 독립선언서에 본떠 만들었으며, 그 안에서 여성의 사회적, 정치적 평등을 요구했다. 그들의 슬로건은 "모든 남성과 여성은 평등하게 창조되었다"였으며, 투표권을 요구했다.
"감성 선언" 발췌문:
우리는 이러한 진리들이 자명하다고 생각한다. 즉, 모든 남성과 여성은 평등하게 창조되었다는 것
 — 감성 및 권리 선언문 1848

### 시민권 운동과 독립선언
1963년, 워싱턴 D.C.에서 열린 직업과 자유를 위한 직업과 자유를 위한 워싱턴 행진에서 마틴 루터 킹 주니어는 그의 유명한 "I Have a Dream" 연설을 했다. 이 연설은 국가를 고무하고, 시민권 운동의 목표를 이루도록 하기 위한 것이었다. 킹은 독립선언서의 인용문을 사용하여 모든 사람이 인종에 관계없이 동등하게 대우받도록 격려한다.
킹의 연설 발췌문:
나는 언젠가 이 나라가 일어서서 그 신조의 진정한 의미를 실현할 꿈을 가지고 있습니다: "우리는 이러한 진리들이 자명하다고 생각한다. 즉, 모든 사람은 평등하게 창조되었다는 것."
 — 마틴 루터 킹 주니어, 1963
1966년, 흑표당 창립자인 휴이 뉴턴과 보비 실은 당의 10대 강령에서 독립선언서의 서문을 전문 인용했는데, 특히 열 번째 항목인 "우리는 토지, 빵, 주거, 교육, 의복, 정의, 평화, 그리고 현대 기술에 대한 인민의 공동체 통제를 원한다"에서 그러했다. 흑표당은 노동 계급 흑인들 사이에서 자기 방어와 상호 이익을 위한 공동체 조직에 헌신했으며, 10대 강령은 흑표당 조직이 흑인들을 위해 달성하고자 하는 목표, 즉 완전 고용, 적절한 주거, 강제 병역으로부터의 자유, 그리고 경찰 폭력 종식을 간결하게 진술하기 위한 것이었다.

### 20세기 이후
이 선언은 전자책으로 만들어진 첫 번째 텍스트 중 하나였다(1971년).
독립선언서 56인 서명 기념비는 1984년 워싱턴 D.C.의 내셔널 몰에 있는 헌법 정원에 헌정되었으며, 모든 원본 서명자들의 서명이 그들의 이름, 거주지, 직업과 함께 돌에 새겨져 있다.
뉴욕의 새로운 원 월드 트레이드 센터 건물(2014년)은 독립선언서가 서명된 해인 1776년을 상징하기 위해 1776피트 높이로 지어졌다.

### 대중문화
독립선언서의 채택은 1938년 아카데미상 수상 단편 영화 독립선언, 1969년 토니상 수상 뮤지컬 1776, 1972년 영화 버전, 2008년 TV 미니시리즈 존 애덤스에서 극화되었다. 1970년 더 피프스 디멘션은 그들의 앨범 Portrait의 노래 "Declaration"에서 독립선언서의 서두를 녹음했다. 이 노래는 1969년 12월 7일 에드 설리번 쇼에서 처음 공연되었으며, 일부 베트남 전쟁 반대자들에게는 저항가로 받아들여졌다.
원본 필사 및 서명된 독립선언서는 2004년 미국 영화 내셔널 트레져의 주요 플롯 장치이다.
폴아웃 3에는 플레이어가 국립문서기록관리청에서 독립선언서를 획득하는 퀘스트가 포함되어 있다. 플레이어는 이 문서를 핵전쟁 후 미국의 조각들을 되찾고 싶어 하는 역사 애호가에게 가져다주는 임무를 맡는다.
2009년 라디오 방송인 폴 하비의 사망 후, 포커스 투데이는 하비가 독립선언서 서명자들의 삶에 대해 이야기하는 클립을 방영했다.

## 같이 보기
- 대륙회의 회의록
- 서명자 기념비
- 미국 독립 혁명이 프랑스 혁명에 미친 영향

### 참고 자료
- Becker, Carl Lotus (1922). 《The Declaration of independence: A Study in the History of Political Ideas》. New York: Harcourt, Brace and Company, Inc.
- Boyd, Julian P. (1945). 《The Declaration of Independence: The Evolution of the Text as Shown in Facsimiles of Various Drafts by its Author, Thomas Jefferson》. Princeton, NJ: Princeton University Press.
- Boyd, Julian P., ed. The Papers of Thomas Jefferson, vol. 1. Princeton University Press, 1950.
- Boyd, Julian P. "The Declaration of Independence: The Mystery of the Lost Original" 보관됨 2월 12, 2015 - 웨이백 머신. Pennsylvania Magazine of History and Biography 100, number 4 (October 1976), 438–67.
- Burnett, Edmund Cody (1941). 《The Continental Congress》. New York: The Macmillan Company.
- Christie, Ian R. and Benjamin W. Labaree. Empire or Independence, 1760–1776: A British-American Dialogue on the Coming of the American Revolution. New York: Norton, 1976.
- Dumbauld, Edward. The Declaration of Independence And What It Means Today. Norman: University of Oklahoma Press, 1950.
- Dupont, Christian Y. and Peter S. Onuf, eds. Declaring Independence: The Origins and Influence of America's Founding Document. Revised edition. Charlottesville, Virginia: University of Virginia Library, 2010. ISBN 978-0-9799997-1-0.
- Ferling, John E. (2003). 《A Leap in the Dark: The Struggle to Create the American Republic》. New York: Oxford University Press, Inc. ISBN 0-19-515924-1.
- Friedenwald, Herbert (1904). 《The Declaration of Independence: An Interpretation and an Analysis》. New York: The Macmillan Company.
- Gustafson, Milton. "Travels of the Charters of Freedom" 보관됨 10월 19, 2017 - 웨이백 머신. Prologue Magazine 34, no 4 (Winter 2002).
- Hamowy, Ronald. "Jefferson and the Scottish Enlightenment: A Critique of Garry Wills's Inventing America: Jefferson's Declaration of Independence". William and Mary Quarterly, 3rd series, 36 (October 1979), 503–23.
- Hazelton, John H. The Declaration of Independence: Its History. Originally published 1906. New York: Da Capo Press, 1970. ISBN 0-306-71987-8. 1906 edition available on 구글 도서
- Journals of the Continental Congress,1774–1789, Vol. 5 ( Library of Congress, 1904–1937)
- Lucas, Stephen E., "Justifying America: The Declaration of Independence as a Rhetorical Document", in Thomas W. Benson, ed., American Rhetoric: Context and Criticism, Carbondale: Southern Illinois University Press, 1989
- Mahoney, D. J. (1986). 《Declaration of independence》. 《Society》 24. 46–48쪽. doi:10.1007/BF02695936. S2CID 189888819.
- Maier, Pauline (1998). 《American Scripture: Making the Declaration of Independence》. New York: Vintage Books. ISBN 978-0-307-79195-5.
- Malone, Dumas. Jefferson the Virginian. Volume 1 of Jefferson and His Time. Boston: Little Brown, 1948.
- Mayer, David (2008). 〈Declaration of Independence〉.   Hamowy, Ronald. 《The Encyclopedia of Libertarianism》. Thousand Oaks, CA: Sage; 케이토 인스티튜트. 113–15쪽. doi:10.4135/9781412965811.n72. ISBN 978-1-4129-6580-4.
- Mayer, Henry. All on Fire: William Lloyd Garrison and the Abolition of Slavery. New York: St. Martin's Press, 1998. ISBN 0-312-18740-8.
- McDonald, Robert M. S. "Thomas Jefferson's Changing Reputation as Author of the Declaration of Independence: The First Fifty Years". Journal of the Early Republic 19, no. 2 (Summer 1999): 169–95.
- Middlekauff, Robert. The Glorious Cause: The American Revolution, 1763–1789. Revised and expanded edition. New York: Oxford University Press, 2005.
- Norton, Mary Beth, et al., A People and a Nation, Eighth Edition, Boston, Wadsworth, 2010. ISBN 0-547-17558-2.
- Rakove, Jack N. (1979). 《The Beginnings of National Politics: An Interpretive History of the Continental Congress》. New York: Alfred A. Knopf, Inc. ISBN 0-394-42370-4.
- Ritz, Wilfred J. "The Authentication of the Engrossed Declaration of Independence on July 4, 1776". Law and History Review 4, no. 1 (Spring 1986): 179–204.
- Ritz, Wilfred J. "From the Here of Jefferson's Handwritten Rough Draft of the Declaration of Independence to the There of the Printed Dunlap Broadside" 보관됨 7월 7, 2008 - 웨이백 머신. Pennsylvania Magazine of History and Biography 116, no. 4 (October 1992): 499–512.
- Tsesis, Alexander (2012). 《For Liberty and Equality: The Life and Times of the Declaration of Independence》. New York: Oxford University Press. ISBN 978-0-195-37969-3.
- Warren, Charles. "Fourth of July Myths". The William and Mary Quarterly, Third Series, vol. 2, no. 3 (July 1945): 238–72. JSTOR 1921451.
- United States Department of State, "The Declaration of Independence, 1776, 1911.
- Wills, Garry (1978). 《Inventing America: Jefferson's Declaration of Independence》. Garden City, NY: Doubleday. ISBN 0-385-08976-7.
- Wyatt-Brown, Bertram. Lewis Tappan and the Evangelical War Against Slavery. Cleveland: Press of Case Western Reserve University, 1969. ISBN 0-8295-0146-0.
- "Declaration of Sentiments Full Text – Text of Stanton's Declaration" Owleyes.org, 2018.
- NPR. "Read Martin Luther King Jr.'s 'I Have a Dream" Speech in Its Entirety." NPR.org. January 18, 2010.
- "That's What America Is" 보관됨 5월 3, 2021 - 웨이백 머신, 하비 밀크,